# 영국
아그레이트브리튼 및 북아일랜드 연합왕국, 약칭 영국(英國)은 유럽 본토 해안에서 북서쪽으로 떨어진 곳에 위치한 섬나라이자 입헌군주국이다. 북해, 영국 해협, 아일랜드해 및 대서양에 접했으며 그레이트브리튼섬의 잉글랜드, 스코틀랜드, 웨일스 및 아일랜드섬 북부의 북아일랜드로 네 개의 구성국이 연합해 형성한 단일 국가이다. 수도는 런던이고 스코틀랜드, 웨일스, 북아일랜드의 수도는 각각 에든버러, 카디프, 벨파스트이다.
아일랜드섬의 영국령인 북아일랜드는 아일랜드 공화국과 국경을 맞대며 해외 영토까지 포함 시 스페인(영국령 지브롤터), 키프로스(아크로티리 데켈리아)와 국경을 공유한다. 건지섬, 저지섬, 맨섬과 같이 본토의 일부는 아니나 영국의 군주가 지배하는 왕실속령들도 있다. 해외 영토 거주민들과 영국 본토 국민들은 서로 지역에 거주할 권리가 없으며 상호 간 이민도 자유롭지 않다.
영국은 입헌군주제를 기본으로 하여 근대적 의회제도와 의원내각제를 전 세계로 전파한 국가이며 산업혁명의 발원지로 제일 먼저 산업화를 이룬 나라이자 19세기와 20세기 초반 세계 인구와 영토의 1/4을 차지한 당대의 최강대국이었다. 제2차 세계대전 이후 상대적으로 국력과 위상이 쇠퇴하였다. 그러나 여전히 세계에 정치, 군사, 문화, 과학, 경제 등에 영향을 끼치는 강대국 중 하나로 남았으며 특히 대중 음악은 비틀즈와 롤링 스톤스, 레드 제플린, 퀸을 시작으로 현재까지 세계에 막대적인 영향을 끼친다. UN 안전보장이사회 상임이사국이며 핵무기 보유국이고 2018년 기준으로 군사비 지출은 세계에서 여섯 번째로 크다. 2023년 명목 국내총생산은 세계 6위였으며, 시가총액 기준 세계 50대 기업 중 로열 더치 쉘, BHP 빌리튼, 보다폰, HSBC, BP, 글락소스미스클라인, 유니레버가 영국 기업이었다. 대졸자 초임 연봉은 2023년 기준으로 약 25,000 영국 파운드(한화 약 3,767만원)이다.

## 어원과 용어
영국의 정식명칭은 그레이트브리튼 북아일랜드 연합왕국(United Kingdom of Great Britain and Northern Ireland)이며, 약칭으로 브리튼이라고 한다. 대한민국에서 영국이라 부르는 것은 연합왕국의 구성국인 잉글랜드의 한자 표기에서 왔고, 다른 한자 문화권에서도 사용한다. 영(英){중국어발음은 잉(병음: Yīng)}은 잉글랜드(England)의 잉(Eng)을 음역했고, 국(國)은 랜드(land)를 의역했다. 한자 문화권에서 이 이름은 연합왕국 전체를 통칭하는 경우가 많지만 문맥에 따라서 여전히 잉글랜드만을 뜻하기도 하는 중의적 의미를 지닌다. 일본에서는 잉글랜드를 뜻하는 포르투갈어 잉글레스(포르투갈어: inglês)의 음역인 이기리스(일본어: イギリス 또는 英吉利)로도 쓴다.
1707년에 잉글랜드 왕국과 스코틀랜드 왕국은 그레이트브리튼 왕국으로 통합하였다. 현재 영국을 지칭할 때 흔히 쓰는 ‘유나이티드 킹덤’ 호칭은 이 그레이트브리튼 왕국을 부를 때 사용했던 국명이다. 다만 1707년부터 1800년까지 정식 국명은 여전히 ‘그레이트브리튼 왕국’이었다. 1801년에는 아일랜드 왕국과 그레이트브리튼 왕국이 통합하면서 그레이트브리튼 아일랜드 연합왕국을 구성하였다. 1922년에 아일랜드 자유국이 영국에서 떨어져 나가자, 영국은 아일랜드 북부 지방 일부만을 통치하게 되었고 그에 따라 정식 명칭을 ‘그레이트브리튼 및 북아일랜드 연합왕국’이라고 바꾸었다.
영국은 현재 단일국가지만, 잉글랜드, 스코틀랜드, 웨일스, 북아일랜드는 여전히 상당한 자치를 유지한다. 영국 총리의 웹사이트에도 영국을 설명할 때에 ‘국가 안의 국가들’이라는 단어를 사용한다. 다만 완벽한 자치권을 보장하지는 않는다. 정부 통계를 낼 때에 ‘지방’이나 ‘행정구역’이라는 단어를 사용하여 부른다. ‘그레이트브리튼’이라는 단어는 보통 그레이트브리튼 섬을 칭한다. 정치적으로는 잉글랜드, 스코틀랜드, 웨일스를 합쳐 부르는 단어다. 가끔씩 영국 전체를 느슨하게 묶어서 통칭하는 단어다.
‘브리튼’이라는 단어는 그레이트브리튼과 동의어로, 영국을 부를 때 사용하는 단어다. 다만 영국 정부는 'UK'를 ‘브리튼’보다 선호하며, 대사관이나 외교 업무를 제외하고 브리튼을 자주 사용하지 않는다. 영국 지리학회에서는 자국의 약칭을 ‘브리튼’이 아닌 ‘유나이티드 킹덤’이나 'UK'로 사용하도록 권고하며, ‘그레이트브리튼’이라는 단어는 은연 중에 북아일랜드를 제외하는 어감을 지녀 되도록 사용하지 않는다. 다만 영국 대표적인 방송사인 BBC의 경우, 영국을 칭할 때에 ‘브리튼’이라는 단어를 주로 사용한다.

## 역사

### 연합왕국 성립 이전

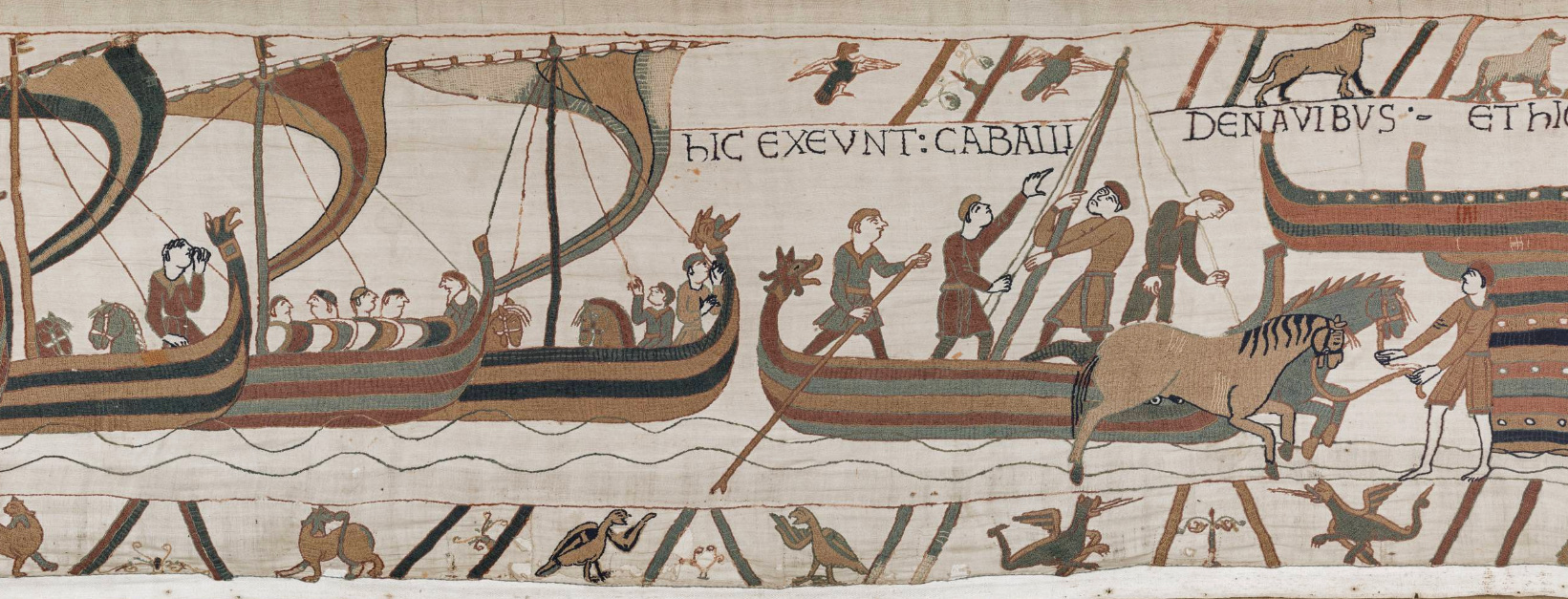
바이외 태피스트리에 묘사한 노르만인의 잉글랜드 정복

현생 인류는 대략 3만 년 전쯤부터 영국 지역에 살기 시작하였다. 선사시대가 끝나갈 무렵, 이들은 켈트족이라는 민족을 구성하며 고유의 문화를 발전시켰고, 브리튼 섬에는 브리튼인이, 아일랜드에는 게일인이 등장하였다. 그러던 중 기원후 43년부터 로마인들이 브리튼 섬을 침공하였고, 이들이 약 400여 년 동안 브리튼 섬 남부를 지배하며 브리튼인들을 로마화했다. 이후에는 게르만계의 앵글로 색슨족이 쳐들어왔고, 본래 섬에 거주하던 브리튼인들을 웨일스 지방으로 몰아낸 후에 섬의 주 지역들을 차지하였다. 앵글로색슨족은 약 10세기 경 잉글랜드 왕국으로 통합하였고, 5세기 경 아일랜드에서 이주하여 브리튼 섬 북서부에 살던 일부 게일인들은 픽트족과 통합하어 9세기 경에 스코틀랜드 왕국을 건국하였다.
1066년, 노르만족이 프랑스 북부에서 건너와 잉글랜드를 침공하였고, 웨일스, 아일랜드 대부분을 점령하였으며 이후에는 스코틀랜드에 정착하였다. 이들은 스코틀랜드에 자리를 틀며 프랑스식의 봉건제를 지역에 정착시켰고, 본래 있던 앵글로색슨 지배계층들과 교류하며 섬의 엘리트층으로 떠올랐다. 이후 왕위에 오른 잉글랜드의 왕들은 웨일스 지방 정복에 성공하였으나, 스코틀랜드 합병에는 실패하여 1320년 스코틀랜드 독립을 반강제적으로 인정하였다. 이후 스코틀랜드는 1700년대에 합병할 때까지 지속적으로 잉글랜드와 충돌을 반복하였다.
잉글랜드 역대 국왕들은 결혼과 전쟁 등을 반복하여 프랑스 본토 내에도 상당한 영토를 소유하였다. 게다가 프랑스 왕위계승권도 가졌기에 프랑스 내에서 일어나는 정치 다툼에 깊이 간여하였다. 가장 대표적 사건은 프랑스와 벌인 백년전쟁으로, 이때 스코틀랜드의 왕들은 프랑스와 동맹을 맺고 잉글랜드에 대항하였다. 이후 유럽에서 종교개혁이 일어나 기독교 구교과 신교 간의 싸움이 치열해지자, 잉글랜드는 새로운 국교인 성공회를 조직하고 가톨릭 교회들이 지녔던 토지들을 몰수하고 왕권 강화에 활용하였다. 이때 즈음에 이르자 웨일스는 완전히 잉글랜드 왕국에 편입하였고, 아일랜드는 잉글랜드 왕위 하에 하나의 왕국으로 성립하였다. 한편 잉글랜드 왕국은 현재 북아일랜드 지방에 있는 가톨릭 교회의 토지들을 몰수하여 근왕파 귀족들에게 나누어 주었다.
1603년, 스코틀랜드의 왕인 제임스 6세가 잉글랜드와 아일랜드의 왕위를 물려받자 잉글랜드와 스코틀랜드, 아일랜드 왕국은 하나로 통합되게 되었다. 제임스 6세는 그의 궁정을 에든버러에서 런던으로 옮겼으나, 여전히 각각의 왕국들은 따로 노는 성향이 강했으며 정치적, 법적, 종교적으로는 제각각으로 활동했다. 17세기 중반에는 이 3개의 왕국들 모두가 내전에 휘말리게 되는데, 이때 잠시 왕정이 폐지되었으며 국왕 찰스 1세가 참수당했고 잠시동안 커먼웰스가 세워지며 단명한 공화국이 창설되기도 했다. 또한 17세기, 18세기에는 섬이라는 영국의 지리적 특성을 이용하여 영국 출신의 수많은 해적들이 활동하며 유럽과 캐리비안 해의 상선들을 약탈하여 악명을 떨쳤다.
단명한 공화정이 폐지된 이후 왕정이 복고되었으나, 전제군주정은 다시는 부활하지 못했다. 또한 가톨릭교도는 왕위에 오르지 못하게 하는 법이 통과되면서 로마 교황의 간섭도 타 유럽 국가들에 비하여 훨씬 뜸해졌고, 권리장전 등 국왕의 권력을 제약하고 의회의 힘을 강화하는 법들이 연이어 통과되며 이후 영국은 의회제도와 입헌군주정에 기반한 국가로 도약하게 된다. 한편 1660년에는 왕립위원회가 창설되며 과학계에 대한 후원이 대폭 증가하였고, 왕실의 후원에 힘입어 해군력이 크게 증강되었으며 해외 식민지 탐사에 눈을 뜨게 되며 북아메리카와 캐리비안 지역에 대대적인 식민지 건설이 시작되었다.

### 그레이트브리튼 왕국
잉글랜드와 스코틀랜드 왕국이 서로 몇 백년 동안 반목을 거듭한 끝에, 1707년 5월 1일에 잉글랜드, 스코틀랜드 양국 의회가 통합법을 가결하며 마침내 그레이트브리튼 왕국이 성립됨에 따라 두 왕국이 하나로 통합되었다.
18세기에는 첫 총리로 로버트 월폴이 취임하였고, 의회내각제에 기반하여 근대 민주주의의 기반을 닦아 나가기 시작했다. 이후 자코바이트의 난이 터지며 신교를 믿는 하노버 왕가를 몰아내고 가톨릭을 신봉하는 스튜어트 왕가를 복구하려 시도하였으나, 결국 1746년에 대패하고 반란을 일으켰던 스코틀랜드인들은 혹독한 탄압을 받았다. 한편 북아메리카에 설립한 영국의 식민지는 독립전쟁을 일으켜 미국을 건국하며 떨어져나갔고, 영국은 어쩔 수 없이 이를 1783년에 인정하였다. 이후 영국의 관심은 아시아 쪽으로 옮겨갔고, 특히 영국이 아시아에 차지하고 있는 가장 부유하고 거대한 식민지인 인도에 집중되었다.
영국은 대서양 노예무역을 주도하며 1662년과 1807년 사이에 수많은 선박들을 이용하여 거의 330만 명의 흑인 노예들을 아프리카에서부터 실어날랐다. 노예들은 보통 북아메리카나 캐리비안 해역에 있는 거대한 플랜테이션 등으로 강제적으로 옮겨갔으며 심각한 탄압을 받으며 사탕수수나 목화 등을 재배하는 일에 동원되었다. 이들의 강제 노동은 18세기 영국의 경제를 떠받치는 기둥들 중 하나였으며, 노예상인들은 이 과정에서 엄청난 이익을 남기며 호황을 누렸다. 그러나 세월이 흐르고 노예무역의 반인륜적인 실태가 갈수록 폭로되자 결국 여론의 압박을 받은 의회가 1807년에 노예무역을 금했고, 1833년에는 대영제국 전체에서 노예제를 철폐하였다. 또한 이후에는 노예제 폐지에 적극적으로 나서며 타 유럽 국가들도 노예를 거래하거나 사고파는 일을 그만두도록 압박하기도 하였다. 세계에서 가장 오래된 국제인권단체인 ‘반노예인터네셔널(Anti-Slavery International)'도 1839년 런던에서 처음으로 창설되었다.

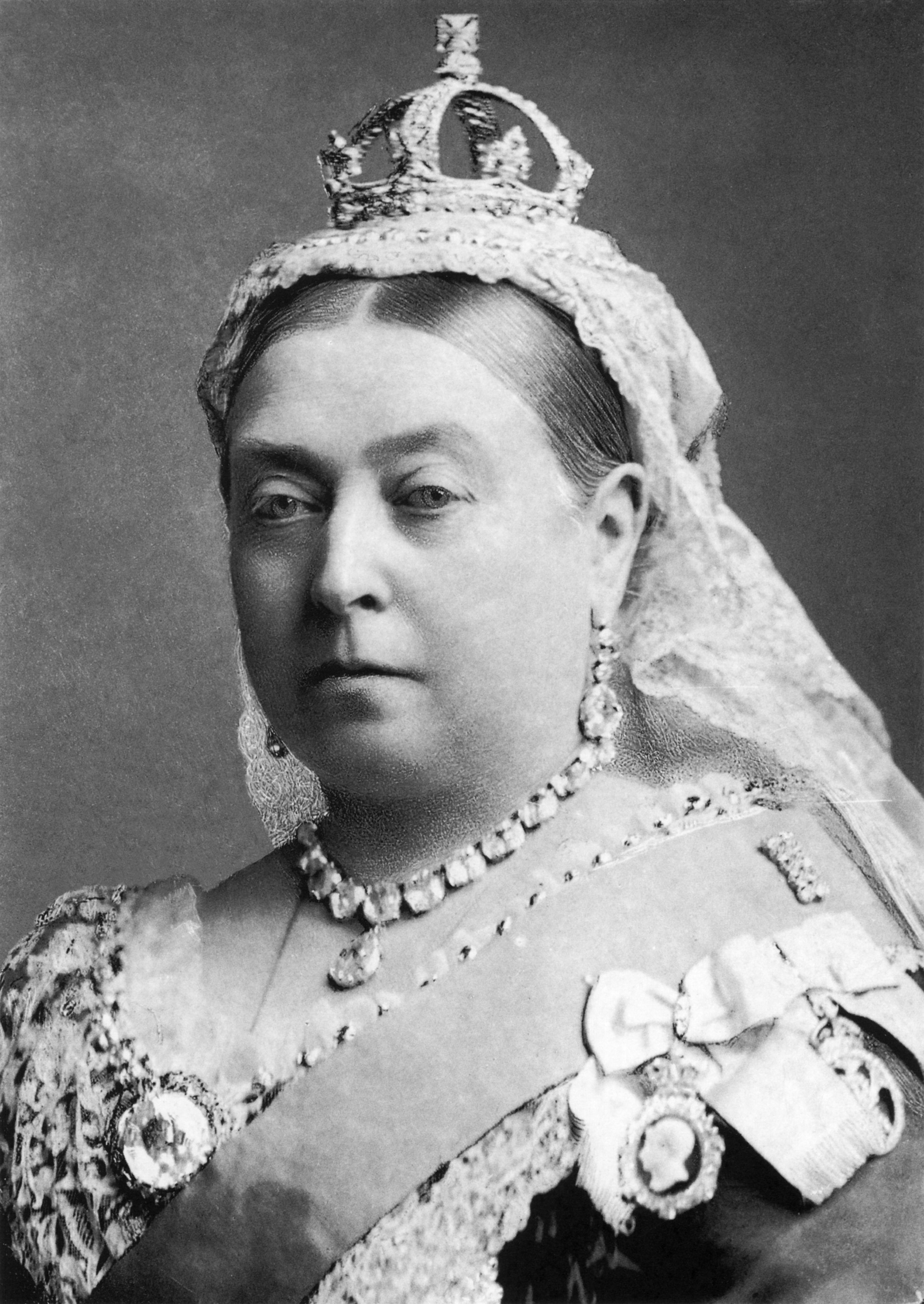
대영제국의 전성기를 다스린 빅토리아 여왕

### 대영제국과 1차 세계대전
'유나이티드 킹덤‘, 즉 ’UK'라는 국명은 1801년에 그레이트브리튼 왕국과 아일랜드 정부가 서로 통합을 결정하면서 그레이트브리튼 아일랜드 연합왕국이 창설되면서 정식으로 영국의 국명으로 결정되었다.
나폴레옹 전쟁에서 프랑스가 결국 영국과 그 연합국들에게 패한 이후, 영국은 19세기 유럽의 최강자로 떠올랐고, 전세계의 제해권을 장악하며 인류 역사상 가장 거대한 제국으로 뻗어나갔다. 1830년대 런던은 세계에서 가장 거대한 도시였으며, 영국 상선들은 막강한 해군의 비호를 받으며 전세계를 이었다. 이 시기를 일컬어 영국 주도하의 평화, 즉 ‘팍스 브리타니카’라고 부르기도 한다. 이시기 영국의 국력은 매우 강대해지면서 ‘대영제국’이라고 불리기 시작하였고, 1815년에서 1914년까지 서구 열강들이 서로 균형을 유지하며 견제하는 소강상태 동안 세계의 패권을 쥐고 경찰국가 지위를 획득하였다. 또한 18세기에 대대적으로 일어난 산업혁명에서 주도권을 잡으며, ‘세계의 공장’이라는 별칭을 얻기도 했다. 1853년에서 1856년까지는 오스만 제국과 손을 잡고 러시아 제국과 맞서 싸우며 크림 전쟁에 참가하였다. 영국은 이 전쟁에서 자국의 영향력을 크게 넓히는 데에 성공하였고, 인도 뿐만 아니라 아프리카, 아시아, 아메리카, 호주 등 세계 곳곳에 방대한 해외 영토를 건설하였다. 영국은 막강한 금력을 바탕으로 아시아와 라틴아메리카의 경제권을 손에 거머쥐었고, 자유무역과 작은정부를 지향하면서 점차 자본주의를 전세계에 전파하였다. 인구는 전례없는 속도로 증가하였고, 도시화가 급격히 일어났으며 사회의 빈부격차는 심각한 수준으로 확대되었다. 디즈레일리 총리가 이끄는 내각과 보수당은 제국을 먹여살릴 새로운 동력을 찾기 위하여 식민지 확장에 열을 올렸고, 이집트, 남아프리카 등 미개척지에 수많은 탐험원정대들을 파견하며 국력을 과시하였다. 한편 캐나다, 호주, 뉴질랜드는 영국의 통제를 받는 자치 공화국으로 독립하였다. 시간이 흐르자 압도적이었던 영국의 산업화 속도도 독일과 미국 등 신흥 강대국들에게 따라잡혔고, 유럽과 미국과의 경제력 격차도 줄어들기 시작했다. 한편 1900년대 이후 아일랜드 지방의 사회개혁과 자치는 영국 정가의 최고 이슈로 급부상하였고, 이후 아일랜드의 독립에 대한 논의가 급물살을 타기 시작했다. 한편 1900년대 이후에는 무역조합들과 조그만 사회주의 단체들이 모여 결성한 노동당이 등장하였고, 여성 투표권, 참정권 등을 요구하는 다양한 사회단체들이 등장하여 사회의 변혁기를 이끌었다.
영국은 제1차 세계대전에서 프랑스, 러시아, 미국과 함께 독일과 동맹국을 상대로 연합국 측에서 싸웠다. 영국은 거의 모든 식민지에서 병사들을 모집했고, 대부분을 유럽 전선에 투입하며 전세를 승리조로 이끌었다. 그러나 피해는 막대하였고, 영국은 한 세대에 달하는 젊은이들을 잃었으며 사회질서의 붕괴, 기존 질서에 대한 회의 등 여러 변화를 맞았다. 전후에는 독일과 오스만 제국의 영토들을 분할, 새로운 세계질서를 구축하기 위하여 국제 연맹을 창설하는 데에 참가하였다. 대영제국은 세계대전 직후 그 국력의 절정기를 맞았다. 대영제국은 전세계 육지의 5분의 1을 다스렸으며, 전세계 인구의 4분의 1을 그 신민들로 거느렸다. 그러나 세계대전의 피해도 만만치 않아서, 대략 250만 명의 사망자들을 내었으며 엄청난 양의 빚을 지게 되었다.

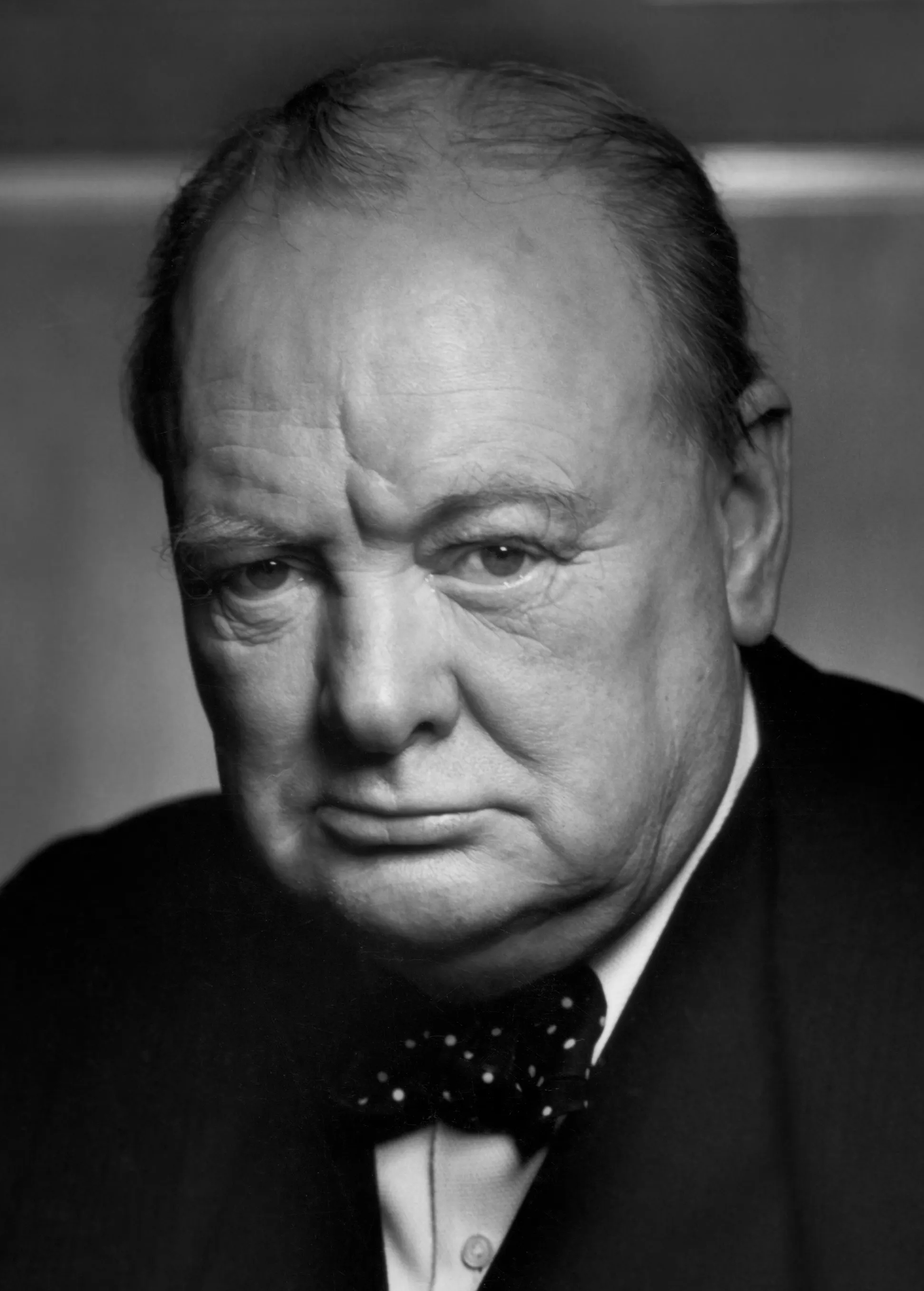
윈스턴 처칠 총리

### 제2차 세계대전
1920년대 중반에 이르자 거의 대부분의 영국 국민들은 BBC에서 송출하는 방송을 들을 수 있게 되었다. 또한 텔레비전 방송이 1929년에 시범적으로 시작되었고, 1936년에는 처음으로 BBC 방송표가 결성되며 새로운 시대의 시작을 알렸다.
한편 1900년대 이후 계속되었던 아일랜드 민족주의는 1920년대 들어 그 절정을 찍었고, 결국 1921년에는 아일랜드가 대영제국에서 독립되어 나가는 결과를 낳았다. 다만 영국과의 분리를 바라지 않던 북아일랜드 지방은 여전히 영국에 남았다. 1928년에는 여성들에게 남성과 동등한 정치권과 선거권을 주었으며, 1920년대에는 빈부격차와 자본가들과 노동자들 간의 갈등이 극에 달하며 대대적인 시위가 일어났다. 얼마 지나지 않아 미국발 대공황이 도래했고, 1차 세계대전 시절에 입은 내상을 완벽히 회복하지 못한 영국은 엄청난 양의 실업률과 사회적 불안정을 맞으며 불안한 1930년대를 보냈다. 이시기 영국에서는 수많은 공산주의자들과 사회주의자들이 등장하였으며, 1931년에는 연립 정부가 구성되었다.
다만 이 같은 불안정에도 불구하고 영국은 아직까지도 세계의 중심이었으며, 런던은 세계 경제계의 핵심 중 하나이었고 그 무력과 과학기술, 산업은 세계 최고수준이였고 최강이었다. 그러던 중 히틀러 주도의 나치 독일이 폴란드를 침공하자, 영국도 이를 좌시하지 않고 1939년에 독일에 전쟁을 선포하며 제2차 세계대전에 참가하였다. 1940년에는 윈스턴 처칠이 총리직에 올랐고, 내각을 이끌고 전쟁을 지속해나갔다. 다만 개전 초기에는 프랑스 등의 동맹들이 나치에게 쓸려나가며 홀로 외로운 전쟁을 계속하였으나, 처칠 총리가 산업을 독려하고 과학자, 기술자들에게 정부를 지지해줄 것을 호소하면서 점차 전세가 역전되기 시작하였다. 1940년에는 왕립 공군이 영국본토방공전에서 독일의 루프트바페를 상대로 영공을 수호하는 데에 성공하였으나, 이과정에서 런던 등을 포함한 시가지가 엄청난 폭격을 당했다. 1941년에는 영국과 미국, 소련이 대동맹을 맺었고, 점차 나치를 포함한 추축국을 상대로 대대적인 반격전에 나서며 유럽, 대서양, 북아프리카, 이탈리아 등에서 엄청난 격전을 벌였다. 영국군은 1944년에 실시된 노르망디 상륙작전에서 핵심적인 역할을 하였으며, 유럽을 나치 치하에서 해방시키며 상당한 군공을 세웠다. 영국군은 유럽뿐만 아니라 미얀마, 태평양 등에서도 활약하였으며, 영국 태평양함대는 태평양에서 일본 함대와 맞서 싸우기도 하였다. 또한 영국 출신 과학자들은 맨해튼 프로젝트에 참가하며 일본의 무조건 항복을 이끌어내는 데에 일조하였다.

### 20세기
2차 세계대전 시기동안, 영국은 미국, 소련, 중국과 함께 세계의 4대 강대국 측에 들었다. 이들은 전후에 세계평화와 신세계질서 구축을 위하여 국제연합을 창설하였고, 안전보장이사회의 상임이사국 지위를 얻었다. 또한 IMF, 세계은행, 북대서양 조약 기구 등 세계의 한 축을 담당하는 국제기구들을 설립하였다. 영국은 2번에 걸친 세계대전으로 인하여 국력이 심각하게 약화되었고, 이 때문에 미국 주도의 경제재건프로그램인 마셜 플랜에 크게 의존할 수 밖에 없었다. 대전이 끝난 이후 노동당이 이끄는 정부가 급진적인 개혁 정책들을 펼쳤고, 사회 전반을 바꾸기 위하여 막대한 노력을 기울였다. 수많은 주요 산업들과 자원들이 국유화되었고, 복지국가의 개념이 형성되었으며 거대한 규모의 국민복지제도가 설립되었다. 한편 해외 식민지들 사이에서는 점차 민족주의가 대두하였고, 한창 영국이 전쟁으로 약화된 틈을 타서 영국으로부터의 독립을 요구하였다. 결국 영국은 어쩔 수 없이 이들을 독립시킬 수밖에 없었고, 1947년에는 인도와 파키스탄의 독립을 승인하였다. 이후 30여 년 동안 대영제국의 거의 모든 식민지들이 독립을 얻어내었으며, 이들 대부분은 영국의 지원 하에 정부를 구성하였다. 이들은 독립 이후에도 영국 주도의 코멘웰스에 가입하였고, 일부는 심지어 영국 국왕을 최고 국가원수로 모시기도 한다.
영국은 핵무기를 가지게 된 3번째 국가였다. 다만 핵무기를 가지게 되었음에도 불구하고, 영국은 1956년에 일어난 제2차 중동 전쟁에서 자국의 약화된 국력을 실감할 수밖에 없었고, 세계를 좌지우지하던 초강대국이 아닌, 미국과 소련 사이에서의 눈치를 보는 국가로 위치가 격하되었음을 인정할 수 밖에 없었다. 한편 1950년에는 노동력 부족 사태가 일어났고, 영국 정부는 이를 해소하기 위하여 언어가 통하는 커먼웰스 국가들에서 막대한 이민자들을 받아들였다. 이후 얼마지나지 않아 영국은 역사상 가장 다양한 민족들이 섞인 국가가 되었고, 사회 변동도 엄청나게 일어났다. 1950년대 후반과 60년대까지 영국은 경제가 꽤나 발전하였으나, 프랑스, 서독, 일본과 같은 경쟁국들에 비하면 딱히 좋은 성과를 보지 못했다.
전후 몇 십년 동안 유럽 통합에 대한 논의가 가속되던 차에, 영국은 1960년에 유럽 자유 무역 연합의 창립 회원국으로 참가하였으나, 1973년에는 유럽의 공동체에 합류하기 위하여 탈퇴하였다. 이후 EC가 1992년에 유럽 연합으로 전환되자, 영국은 12개의 창립 회원국들 중 하나로 참여하였으며 2007년 조인된 리스본 조약에서 유럽 연합의 한 축을 담당하였다.
한편 1960년대 후반부터 북아일랜드 지방은 불안정한 치안으로 인하여 큰 피해를 입고 있었는데, 1998년의 벨파스트 협정이 조인되면서 이도 끝났다. 1970년대에 점차 경제가 위축되고 산업이 무너지기 시작하자, 마거릿 대처 총리 주도의 보수당 정권은 규제 완화, 대규모 자본 투입과 같은 정책들을 실시하며 경제 회복을 꾀하였다. 이후 1984년부터는 북해에서 뽑아낸 석유를 팔아 얻은 대금들이 대거 영국으로 유입되며 영국의 경제는 점차 회복세에 접어들었다..

### 21세기

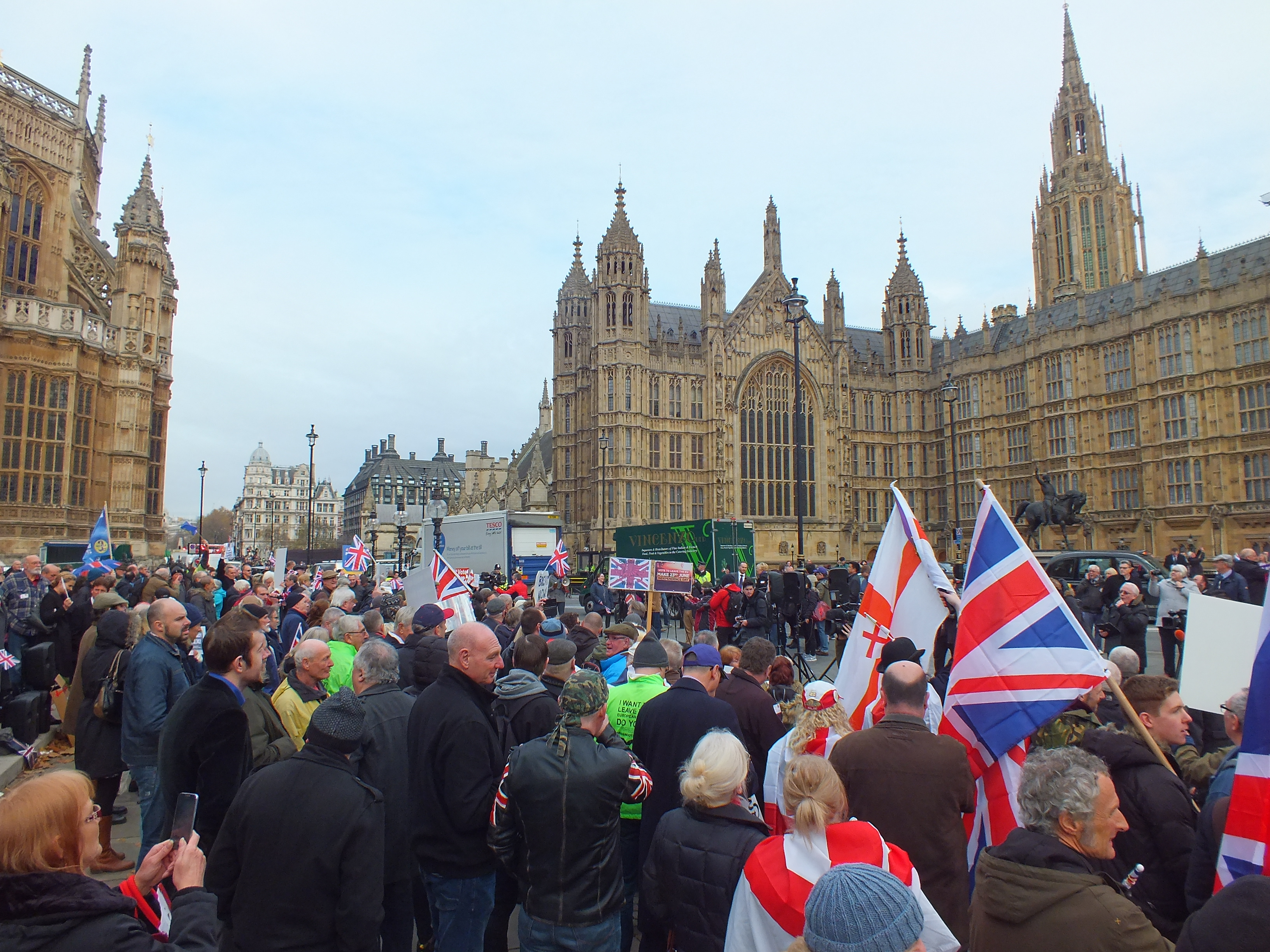
유럽 연합 국민투표 결과 후 런던의 브렉시트 찬성 운동가들

영국은 21세기 초 "테러와의 전쟁"에 대한 미국의 접근법을 광범위하게 지지했다. 논쟁은 영국의 해외 군사 배치의 일부, 특히 아프가니스탄과 이라크에서 둘러쌌다.
2008년 미국발 국제금융위기는 영국 경제에 엄청난 피해를 입혔다. 2010년에 연립정부는 여러 정책들을 도입하여 금융위기로 인하여 촉발된 막대한 양의 공공부채를 줄이기 위하여 노력하였다. 2014년에는 스코틀랜드 정부가 스코틀랜드 독립을 결정할 주민투표를 실시하였고, 이 투표에서 55.3%의 주민들이 독립을 거부하면서 스코틀랜드는 영국에 남게 되었다.
2016년에는 약 51.9%의 영국 국민들이 유럽 연합을 떠나기로 결정하면서 영국의 유럽연합 탈퇴, 즉 브렉시트가 현실화되었다. 이로 인하여 영국은 2020년 1월 31일까지만 유럽연합 회원국으로 남았고, 이후에는 유럽과 독자적인 길을 걷기 시작하였다.
코로나19 범유행은 2020년과 2021년에 영국의 경제에 심각한 영향을 미쳤고, 교육에 큰 지장을 초래했으며, 사회와 정치에 광범위한 영향을 미쳤다.
2022년 9월 8일, 가장 오래 살고 가장 오래 재위한 영국 군주 엘리자베스 2세가 96세의 나이로 세상을 떠났다. 여왕 사후, 그녀의 장남인 웨일스 왕자 찰스는 찰스 3세로 영국 왕좌에 올랐다.

## 지리

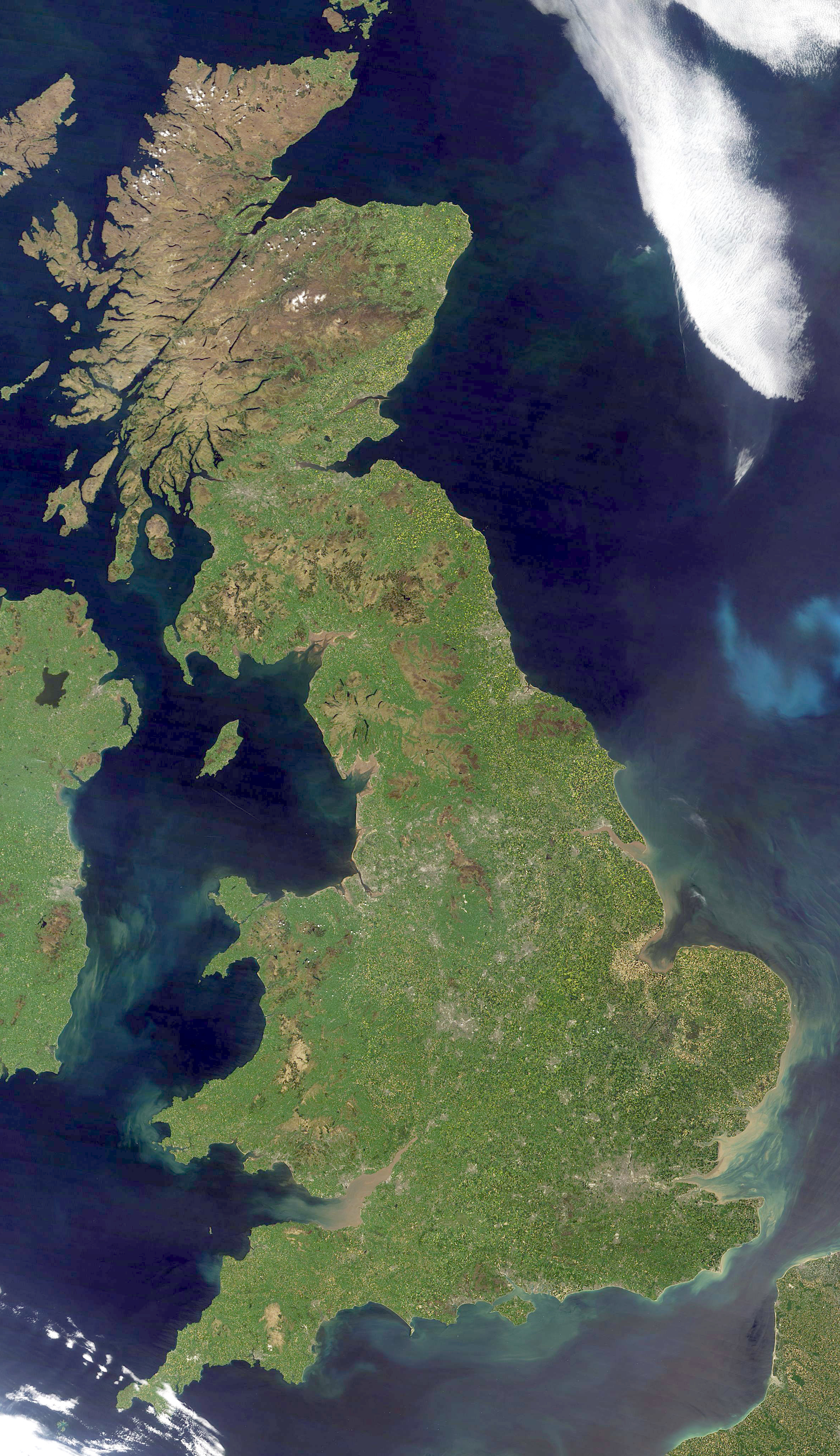
영국의 위성 사진

북대서양과 북해 사이에 위치하며, 브리튼 제도와 아일랜드섬의 북동부에 자리잡은 북아일랜드로 이뤄진 섬나라이다. 서쪽으로 대서양이, 동쪽으로는 북해가 자리 잡고 있으며 남쪽의 도버 해협을 사이에 두고 프랑스와 인접해 있다. 남북으로는 북위 49도에서 52도(세틀랜드 제도는 62도)에 이르며 동서로는 동경 2도에서 서경 8도사이에 놓여 있다.
국토는 그레이트브리튼섬과 아일랜드섬의 1/6을 차지하는 북아일랜드 및 그 주위에 분포되어 있는 몇 개의 부속군도와 해외 영토를 포함한다. 맨섬과 채널 제도는 왕실 속령으로서 영국 정부의 국방 및 외교 관할을 받는다. 잉글랜드는 그레이트브리튼섬의 남부 저지대로 면적은 섬 전체의 약 56.7%인 130,410km2이다. 스코틀랜드는 북부 고지대로 78,789km2이며, 서부 고지대인 웨일스는 20,758km2, 북아일랜드는 14,160km2이다.

### 기후
중위도 대륙 서해안의 해양성 기후로서 멕시코 만류와 편서풍 때문에 위도에 비해서는 따뜻하다(1월의 기온 6∼3 °C). 그러나 겨울에는 간혹 섭씨 영하 10도까지 기온이 떨어지기도 하며 여름에는 섭씨 35도까지 오르기도 한다. 비는 서해안에는 많으나 동해안에는 적다. 또 습기가 많기 때문에 안개가 많으며 런던에서는 스모그가 1년에 90일간 생겨서 ‘안개의 도시’라고도 불린다. 연평균 강우량은 서부와 북부의 산간 지방에서는 1600mm 이상이지만 중부와 동부 지역에서는 800mm 미만이다. 비는 연중 고루 내리는 편이지만 평균적으로 3월부터 6월까지가 비가 가장 적고 9월부터 1월까지가 가장 많은 시기이다.

### 지형
빙식지형이 많다. 지형적으로는 동남부의 저지와 북서부의 고지로 크게 나뉜다. 이 둘의 경계는 동부 해안 중앙부의 티스강 하구와 남부 해안의 라임만을 연결하는 선이다. 고지라고 해도 대부분은 고도 1,000m 이하의 낮은 산맥 및 구릉으로서 영국의 최고봉 벤네비스산도 1,343m에 지나지 않는다. 고지는 지형과 지질이 다른 다음과 같은 지괴(地塊)로 나뉜다. 스코틀랜드 고지와 북아일랜드는 주로 캄브리아계의 가장 오랜 변성암으로 되어 있으며, 스코틀랜드 남부 산지, 캄브리아 산지(호수 지방) 및 웨일스는 주로 고생대 실루리아계의 변성암으로 되어 있다. 페나인 산맥과 스코틀랜드 중앙 지구대는 고생대의 석탄계와 중생대 삼첩계로 이루어져 있으며 여기에 석탄층이 있어 영국의 탄광지대를 형성한다. 웨일스 남부와 데번 코른월 지괴는 고생대 데본계로 되어 있다.
한편 저지는 잉글랜드의 대부분을 차지하며 해발 300m 이하의 낮은 구릉과 평야로 되어 있다. 구릉은 백악계와 제3계의 느리게 주름잡힌 새 지층으로 이뤄져 각지에 케스타 지형이 보인다. 영국은 제4기 플라이스토세에 유럽 대륙에서 뻗친 대륙 빙하에 덮여 있었으므로 산지에는 빙식 지형이 많으며, 황토에 뒤덮인 황무지와 습지가 많다. 더구나 북쪽의 스코틀랜드 제도에는 피오르드 해안이 발달해 있다. 템스강(전체길이 350km)을 비롯하여 이 나라의 하천은 모두 짧으며 또 산지도 낮으므로 하천의 충적(沖積)작용은 크지 않다. 그래서 템스강 하구부, 브리스틀 해협, 포스만 등처럼 묻혀 버린 삼각강이 많으며, 해안선은 굴곡이 많고 하천의 경사가 완만하므로 향항과 가항하천(可航河川)의 조건을 갖추고 있다.

### 행정 구역
영국의 행정구역은 중세 초기부터 그 경계가 설정되기 시작하여 지금에 이르게 되었고, 근대 초기에 들어서는 이미 현재의 행정구역이 완성되어 있었다. 또한 영국이 잉글랜드, 스코틀랜드, 웨일스, 북아일랜드 등 여러 왕국들이 통합되어 만들어진 연합왕국이었기 때문에, 이 4개의 국가들은 서로 행정구역을 나누는 방식도 달랐으며 행정구 간의 위계도 차이가 있어 통합 초기에는 이를 일원화하는 데에 어려움을 겪었다.
영국의 지방자치단체 제도는 매우 복잡한데, 왕국들의 경제적, 사회적 특성에 따라 제도가 지역마다 모두 다르다. 일단 잉글랜드는 기본적으로 9개의 지역(region)으로 나누어진다. 이들 중 하나인 그레이터런던은 직접선거로 구성되는 지방의회를 독자적으로 가지고 있으며, 2011년부터 설립된 10개의 통합자치구역들 가운데에서 8개가 선출직 시장을 두고 있다. 지역의 하위 구역인 주나 면 단위의 단체들에서도 내각제를 채택하여 일부 독자 의회 제도를 실시하는 경우가 있다. 
스코틀랜드의 경우, 32개의 주(council area)들로 나누어지며 글래스고, 에든버러, 던디, 에버딘은 독자적인 의회를 가지고 있다. 또한 최북단에 위치하여 스코틀랜드 전체 영토의 3분의 1이나 차지하지만 인구는 다 합쳐 보았자 20만 명 밖에 안되는 스코틀랜드 고지도 독자적인 의회를 가지고 있다. 지방의회들은 모두 투표로 인하여 직접선출되며, 국가로부터 월급을 지급받는다. 각각의 의회들에서는 지방자치단체장을 뽑을 권한이 있다.
웨일스는 총 22개의 주(unitary authority)들로 나누어져 있으며, 대도시인 카디프, 뉴포트 등의 지방들은 따로 분류한다. 선거는 매 4년마다 치러진다. 북아일랜드의 경우, 1973년 법에 따라 26개의 구(district)으로 나누어졌으며, 불안정한 정세 탓에 타 왕국과 비교했을 때 지방단체들의 권한이 상당히 약하다. 북아일랜드 지방의회는 하수 처리, 공공기물 관리 등에 그 권한이 한정되어 있으며, 대부분의 권한은 중앙정부에게 맡겨져 있다.
- 잉글랜드의 행정 구역: 잉글랜드는 9개의 지역(region)으로 나뉘어 있다. 각 지역은 다시 48개의 주(county)로 나뉜다.
- 스코틀랜드의 행정 구역: 스코틀랜드는 32개 주(council area)로 나뉜다.
- 웨일스의 행정 구역: 웨일스는 22개 주(unitary authority)로 나뉜다.
- 북아일랜드의 행정 구역: 북아일랜드는 26개 구(district)로 나뉜다.

#### 해외영토
영국은 20세기까지만 해도 전세계에 식민지를 경영하며 광대한 영토를 지배하였고, 이 잔재가 아직까지도 남아있어 해외 곳곳에 속령들이 많다. 영국은 14개의 해외영토가 있으며, 3개의 왕실령이 따로 존재한다.
14개의 해외영토에는 영국령 인도양 지역, 사우스조지아 사우스샌드위치 제도, 영국령 남극 지역, 케이맨 제도, 세인트헬레나, 핏케언 제도, 앵귈라, 몬트세랫, 영국령 버진아일랜드, 지브롤터, 터크스 케이커스 제도, 버뮤다 등이 있다. 이 중 남극의 경우에는 특정 국가가 독자적으로 점유하는 것이 금지되어 있는데, 이를 피하기 위해서 영국에서는 남극을 오직 과학적, 학문적 용도로만 사용한다고 한정하였다. 영국의 해외영토는 대략 1,600,000제곱킬로미터 정도이고, 인구는 다 합쳐보았자 25만 명도 되지 않는다. 이 해외영토들 중에서 워낙 바다에 위치한 섬들이 많다보니, 영국은 세계에서 5번째로 거대한 크기의 배타적경제수역을 가지고 있기도 하다. 1999년 영국 정부에서는 ‘영국령 해외영토들은 영국에 머물기를 원하는 한 언제까지고 영국에 머물 것이다. 영국은 해외령들에게 자치권을 부여하고 있으며, 앞으로도 그리할 것이다.’라고 해외 영토들에 대한 공식 입장을 밝히기도 했다. 이 때문에 영국령에서 탈퇴하고자 하는 주민투표들이 실시된 적도 있는데, 예를 들어 1995년 버뮤다, 2002년에서 지브롤터가, 2013년에 포클랜드 제도 등에서 주민투표가 실시되었다.
왕실령은 영국 국왕에 소속된 영토로, 단순한 영국의 해외 영토에 포함되지 않는다. 채널 제도와 맨섬 등이 왕실령에 포함되는데, 영국 정부는 암묵적 합의에 따라 왕실령의 외교, 국방을 책임을 지며 영국 의회는 그들의 요구를 들어주어야 할 의무가 있다. 국제적으로는 거의 영국의 영토로 인정받고 있다. 다만 정치 제도에는 약간 차이가 있어서, 왕실 하의 섭정위원회가 통치를 맡으며 행정수반으로 총독을 따로 두고 있다.

## 정치

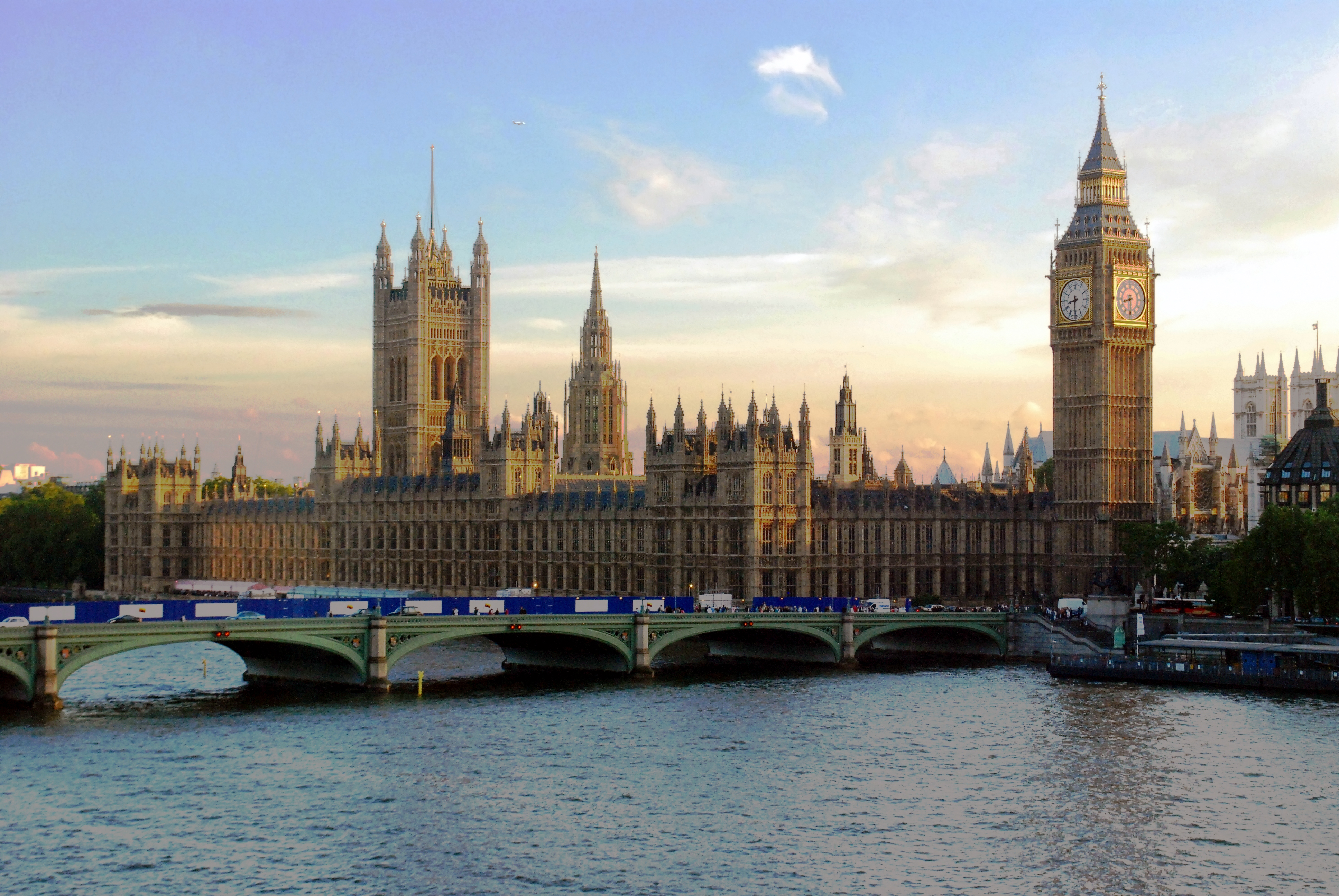
영국 의회의 의사당으로 쓰이고 있는 웨스트민스터 궁전

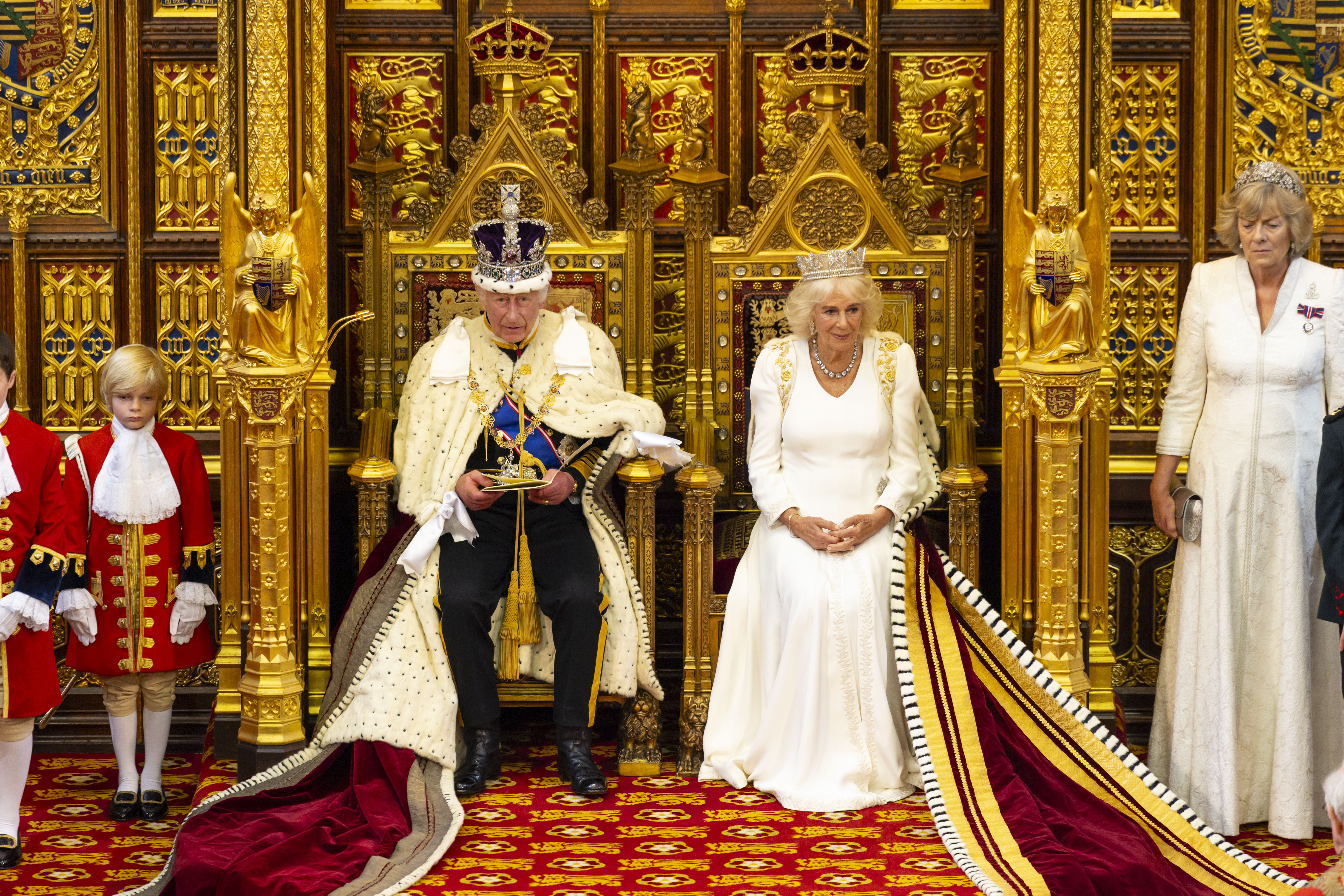
영국 의회 개원식에 참석한 찰스 3세 영국 국왕 내외

영국은 근대 민주주의의 발상지로, 오래된 민주주의 역사에 걸맞게 세계에서 가장 체계적인 정치제도를 가지고 있다. 영국은 웨스터민스터 시스템에 기반한 의회민주주의 입헌군주국이며, 영국 의회는 상원과 하원으로 나뉘며, 각각 793석, 650석의 의원들로 구성되어 있다. 이 중 국민들의 선거로 구성되는 서민원의 경우, 전국에 퍼져 있는 650개 선거구에서 각각 의원들이 선출되며, 총선의 실시 또한 총리의 조언을 받아 국왕이 선포한다. 군주국을 표방하고 있어, 상원과 하원을 통과한 모든 법안들은 효력이 발휘되기 전 국왕의 동의를 받아야 한다. 다만 국왕이 실권을 가지고 있지 않은 입헌군주국이기 때문에, 실제로 국왕이 의회를 통과한 법안을 거부한 적은 없다.
영국의 국가수반은 총리로, 하원에서 선출되며 보통 하원에서 가장 많은 의석을 차지한 정당의 지도자가 총리직을 맡는다. 총리는 내각을 구성할 수 있으며, 보통 내각 장관들은 국왕의 허가를 받아 임명된다. 총리는 제1재무경(First Lord of Treasury)을 겸직하며, 이 때문에 본래 제1재무경의 관저였던 다우닝가 10번지에서 집무를 본다. 다만 총리가 재무부 장관직을 겸직한다는 것은 아니며, 재무부장관은 재2재무경(Second Lord of Treasury)직을 따로 겸직한다. 여당과 정권은 ‘국왕 폐하의 정부(His Majesty's Government)'라고 불리기도 한다. 반대로 제1야당의 경우에는 ’국왕 폐하의 야당(His Majesty's most loyal opposition)'이라고 불린다. 한편 총리가 거의 실권을 틀어쥐고 있기에, 형식적인 국가수반인 국왕은 관례적으로 총리의 뜻을 그대로 따르는 것이 전통으로 굳어져 왔다.
내각은 주로 총리가 여당이나 연정 정당에서 끌어온 인사들로 구성되며, 보통 하원 출신 인사들로 기용되지만 상원 출신 인사들도 항상 포함하고 있다. 현재의 총리는 2022년 10월 25일에 취임한 보수당 출신의 리시 수낵 총리이다.
한편 영국은 정치학적으로 연방 국가가 아닌 단일 국가이다. 지방자치가 잘 발달하여 스코틀랜드, 웨일즈, 북아일랜드는 독자적인 의회와 행정부를 가지고 있으나, 의회주권주의 원칙에 따라 최종적인 주권은 웨스트민스터의 영국 의회가 가지며 각 지방정부는 헌법적 사항을 단독 결정할 수 없다.

### 주요 정당
영국의 주요 정당은 크게 보수당, 노동당, 자유민주당, 이 3개의 정당으로 나누어져 있다. 각각 보수주의, 사회주의, 자유주의를 대표하는 정당들로 알려져 있으며, 모두 역사가 최소 몇 십년에서 몇 백년에 달하는 유서깊은 정당들이다. 본래 영국의 정계는 19세기까지만 하여도 보수당과 자유당으로 양분되어 있었으나, 20세기 들어 자유당이 크게 위축되고 그 지지세를 새롭게 등장한 노동당에게 빼앗기면서 세가 크게 약해졌다. 21세기 현대의 자유당은 심지어 지역정당이자 스코틀랜드 분리독립을 추구하는 스코틀랜드 국민당보다도 의석 수가 적으며, 이 때문에 현대 영국의 정계는 크게 보수당과 노동당으로 양분되어 있다. 이 외에도 우파 연합주의 정당인 민주통일당, 아일랜드 통일을 주장하는 신페인, 웨일스 독립을 주장하는 플라이드 컴리 등 여러 지역정당들이 의석들을 나누어 가지고 있다.
가장 최근 선거인 2024년 영국 국회의원 총선거에서 10석 이상 확보한 정당을 순서대로 정렬하면 다음과 같다.
- 노동당(63.2%, 411석) : 현재 집권여당(Her Majesty's most loyal opposition), 전통적 중도 좌파 정당
- 보수당(18.6%, 121석) : 현재 야당(Her Majesty's Government), 전통적 중도 우파 정당
- 자유민주당(12.2%, 71석) : 전통적 중도 정당, 19세기 영국 정계를 양분하던 정당

영국은 의원내각제, 즉 의회가 곧 내각이 되는 형태를 취하고 있다. 선거제도는 소선거구제만 채택하여 각 선거구마다 1명만을 뽑는 'First-past-the-post'방식으로 모든 의원을 선출한다. 법상 최장 5년마다 열리는 선거에서 의석수의 과반 이상을 확보한 당이 집권당이 되며, 이들이 영국 내각(Cabinet)을 구성한다. 야당은 예비 내각(Shadow Cabinet)을 구성하여 집권시 어떤 정책을 실시할 것인가를 국민이 미리 알 수 있어 정치의 안정성과 지속성을 보장하고 있다.

### 대외 관계

전세계 영연방 회원국의 지도

영연방은 느슨한 국가 연합이다. 53개 영연방 회원국 모두는 영국 국왕을 영연방의 수장으로 인정하고 있으며, 그 회원국들 중 오스트레일리아, 캐나다, 뉴질랜드, 자메이카, 바하마, 그레나다 등 다수 국가들의 왕이기도 하다. 국왕은 2년마다 열리는 영연방 정부 수반 회의에 참석하며 각국의 국가 수반으로 총독과 사적인 대화를 갖는다.
영국은 UN 안보리의 상임 이사국이며, G7과 나토의 회원국이다. 2016년 6월 24일 영국은 국민투표를 실시해 EU를 탈퇴하기로 결정하였다. 현재는 브렉시트에서 과반수로 EU를 탈퇴하였다. 영국은 제2차 세계대전 이후로, 다른 유럽 나라들과 우호 관계를 지속하고 있다. 영국은 1973년 유럽 경제 공동체 회원국이 되었다. 영국과 미국은 특별한 관계(Special Relationship)에 있다. 미국과 유럽 외 영국은 영국 연방, 아일랜드 그 밖에 영어 사용 국가들과 친밀한 관계에 있다. 영국의 세계적인 존재와 영향력은 무역관계와 군사력 때문에 더 증폭되는데, 전 세계에 80여개의 군사 기지와 기타 파견군을 유지하고 있다.
중세 이후로, 프랑스와 영국은 유럽대륙의 주도권 및 식민지 쟁탈을 놓고 서로 적대국인 경우가 많았으나 때로는 동맹을 맺기도 하였다. 그러나, 20세기에 들어와 프랑스가 앙탕트 코르디알(프랑스어: entente cordiale) 정책을 펴면서, 러일 전쟁 이후 프랑스 및 러시아와 동맹(삼국 협상)을 맺게 된다.

## 군대
헌법에 의하여 1960년부터 모병제를 실시하였다. 2차 대전 후부터 1960년까지 평시 징병제가 시행된 적이 있었는데, 영국인들은 이를 'National Service'로 부르고 있다. 영국은 예로부터 해군이 강한 국가로 알려져 있다. 공군인 'Royal Air Force'와 해군인 'Royal Navy'가 잘 알려져 있다.
근대국가의 출현과 동시에 징병제를 도입한 유럽 대륙과 다르게 영국은 1차 세계대전이 발발하고 나서야 징병제를 도입하였다. 트라팔가 해전 당시 영국 해군은 모집군이었지만 프랑스군은 징집병으로 구성되었었다. 이와 같은 경험 때문에 영국의 부속령 국가 및 옛 식민지 상당수는 징병제를 실시한 적이 없거나 그 경험이 상대적으로 일천한 편이다. 최근 '범죄자를 이라크로 보내자(send criminals to Iraq)' 등 일부에서 징병제 부활을 논의하고는 있지만(가끔은 유희적으로) 범죄자 등에 대한 훈육차원에서 논의될 뿐이며, 이 징병제 관련 논의가 진지하게 정치적으로 문제제기된 바는 없다.
세계 8위의 군사력이며 전략 원자력 잠수함들을 보유하고 있다. 핵 전력을 강화시키고 있다. 스키점프대 형태의 HMS 일러스트리어스 한척을 운용 중이다. 함재기로 수직이착륙 기능의 시 해리어를 운용했으나 지금은 모두 퇴역시키고 각종 헬기위주의 항공단이 구성됐다. 또 차기 항공모함 2척을 건조 중이다. 무인항공기 항공모함 UXV가 2020년에 실전배치된다. 영국군은 국방개혁, SDSR (전략적 국방안보 검토서)에 의해, 조직개편을 하고 있다.
영국 신속대응군의 핵심전력인 영국 해병대는 현 영국 국방개혁을 통해 조직편성과 역할이 강화되고 있다. 소폭으로 병력이 증가했으며, 장비와 편성이 개편되고 있다.
냉전체계 이후 안보환경 변화와 국가 재정 위기에 직면한 영국은 국방비 삭감을 결정한다. 이를 위해 현 국방력과 미래 안보환경 등을 전면 재검토하여 삭감, 퇴역 장비, 도입 장비 등을 새로 결정하게 된다.
이에 총리실 주재하, 5개월간의 검토기간으로 2010년 10월, SDSR(전략적 국방 안보 검토서 : Strategic Defence Security Review)이 발표된다. SDSR은 신안보 위협을 등급별로 분류하고, 사이버전, 테러 등과 같은 우선순위 위협에 대한 자원을 더 배분하는 대신 대규모 재래전에 소요되는 장비(기갑, 전투기, 함정, 대형장비 등) 등을 퇴역시킨다는 내용을 담고 있다. SDSR을 바탕으로하는 현 영국군 국방개혁은 영국군 장군들의 반발과 국민 찬반 논란 속에 진행되고 있다. 현재 영국은 부분 징병제 국가이다. 버뮤다 지역 시민을 징집하며, 영국 왕실과 이에 속한 귀족들인 왕실의 친·외가 친인척들의 남·여들은 영국군 장교로 복무하도록 영국 병역법에 규정되어 있다.
영국군은 흔히 ‘국왕 폐하의 군대(His Majesty's Armed Force)’라는 이름으로 불리기도 하며, 크게 해군과 해상경비대, 육군, 그리고 공군 이 3개의 축으로 이루어져 있다. 영국 국방부가 군대를 총괄하며, 군 최고 책임자는 국방부 장관이다. 다만 공식적인 최고 명령권자는 영국 국왕으로, 모든 영국 군인들은 입대할 때부터 국왕에게 충성 맹세를 하고 입대한다. 영국 군대는 해외 영토와 왕실령 등을 포함한 영국 영토를 지킬 책임이 있으며, 그 외에도 UN의 국제 임무에도 나서기도 한다.
현재의 영국군은 대영제국 군대를 모체로 하며, 18세기, 19세기, 그리고 20세기 초중반까지만 하여도 가히 세계 최강의 군대였다. 영국은 그 강력한 군사력을 바탕으로 전 세계에서 일어나는 사건들에 간섭하였으며, 식민지를 경영하며 막대한 부를 벌여들였다. 2차 세계대전이 끝나고 식민지들이 독립해나가며 대영제국도 무너졌으나, 그 군사력은 여전히 지속되었다. 다만 이후 소련과 미국의 군사력이 압도적으로 강력해지면서 영국의 군사력은 점차 밀려나게 되었다. 영국은 세계에서 4위에서 5위 정도로 많은 군사비를 지출하고 있으며, 전체 GDP의 2% 정도를 국방비에 사용하고 있다.
224,000명의 병력을 보유하고 있으며, 전차 420대, 전술기 1,663대, 군함 99척 등을 보유하여 세계 5위의 군사력을 가지고 있다. 핵 보유 국가이기도 하다.
영국은 세계 3위의 국방비를 지출하고 있다. 또한 항공모함 1척, 이지스함 3척 등을 보유하여 강력한 해군을 보유하고 있다. 잠수함들도 있다. 그리고 유럽에서 네덜란드와 함께 유일하게 토마호크 미사일을 보유하고 있다. 또한 해군 전력도 추가로 항공모함을 건조 중이다.

### 대외 관계
영국은 UN 안보리의 상임 이사국이며, G7과 나토의 회원국이다. 2016년 6월 24일 영국은 국민투표를 실시해 EU를 탈퇴하기로 결정하였다. 현재는 브렉시트에서 과반수로 EU를 탈퇴하였다. 영국은 제2차 세계대전 이후로, 다른 유럽 나라들과 우호 관계를 지속하고 있다. 영국은 1973년 유럽 경제 공동체 회원국이 되었다. 영국과 미국은 특별한 관계(Special Relationship)에 있다. 미국과 유럽 외 영국은 영국 연방, 아일랜드 그 밖에 영어 사용 국가들과 친밀한 관계에 있다. 영국의 세계적인 존재와 영향력은 무역관계와 군사력 때문에 더 증폭되는데, 전 세계에 80여개의 군사 기지와 기타 파견군을 유지하고 있다.
중세 이후로, 프랑스와 영국은 유럽대륙의 주도권 및 식민지 쟁탈을 놓고 서로 적대국인 경우가 많았으나 때로는 동맹을 맺기도 하였다. 그러나, 20세기에 들어와 프랑스가 앙탕트 코르디알(프랑스어: entente cordiale) 정책을 펴면서, 러일 전쟁 이후 프랑스 및 러시아와 동맹(삼국 협상)을 맺게 된다.

## 인구

### 민족
흔히 이베리아족으로 지칭되는 대서양 연안 구석기 인들이 최초로 영국에 정착한 제민족인 것으로 추측된다. 그 이후 대륙으로부터 선진 기술을 지닌 켈트족이 정착하며 선주민과의 혼혈이 이뤄졌고 그레이트브리튼섬의 켈트화가 진행되었다. 로마 제국의 브리튼 정복 이후 일부 로마인들이 건너왔다.
로마의 행정과 군사 체계가 붕괴되기 시작한 5 ~ 6세기 경부터 라인강 하류, 플랑드르, 윌란반도에서 게르만 민족의 일파(一派)인 앵글인, 색슨인, 유트인 등이 그레이트브리튼섬을 침략했다. 초기 이들 민족은 선주민과의 혼혈을 엄격히 금지했던 것 같으나 결과적으로 혼혈이 진행되어 오늘날 영국인이 형성되었다. 앵글로색슨족이 선주민을 완전히 대체했다는 주장이 오랫동안 믿어져 왔지만 근래 분자생물학적, 유전학적 연구에 따르면, 앵글로색슨족 이주민의 숫자는 선주민의 1/4정도 밖에 안 되었고 선주민을 완전히는 대체하지는 못했다는 주장이 설득력을 얻는다.
근래에는 구 영국 식민지였던 남아시아 (인도, 파키스탄, 방글라데시와 스리랑카)와 카리브해, 아프리카 (특히 가나, 나이지리아 등 서아프리카) 출신 이민자들이 영국 사회의 새로운 구성원으로 자리잡아 가고 있으며, 헝가리, 폴란드, 체코, 슬로바키아 등 중앙유럽에서 온 주민도 소수로 존재한다.

### 언어
영국은 공식적으로 국어를 정하진 않았으나, 사실상(de facto)의 언어는 영어 (영국 영어)이다. 영국 인구의 95%는 오직 영어만을 할 줄 알며, 대략 5.5%에 달하는 국민들만이 최근의 이민자들이나 교육의 영향으로 외국어를 모어로 한다. 영어 외에 가장 많이 쓰이고 있는 아시아계 언어는 인도 이민자의 영향으로 인하여 펀자브어, 우르두어, 벵골어, 힌디어, 구자라트어 등이 있다. 다만 2011년 통계 결과에 의하면, 최근 폴란드계 이민자들이 급증하며 폴란드어가 영국에서 2번째로 가장 많이 쓰이는 언어라고 한다. 2019년의 경우에는 75만 명 정도의 사람들이 영어를 완전히 쓰지 못하거나 유창하게 구사하지 못한다고 한다.
영국의 토착 민족인 켈트어의 후계 격으로는 웨일스어, 아일랜드어, 스코트어와 스코틀랜드 게일어 등이 따로 존재하였으나, 18세기 후반에 들어서 영어에 밀려나 결국 완전히 소멸되었다. 다만 20세기 후반 들어서 복원 작업이 진행되었고, 현재에는 소수의 사용자가 있다. 2011년의 조사 결과에 의하면 웨일스인 전체의 19% 정도만이 웨일스어를 조금이나마 사용할 수 있다고 한다. 잉글랜드에는 약 20만 명 정도의 웨일스어 사용자가 거주하고 있다고 하며, 북아일랜드 지방에 살고 있는 사람들 중 10.4% 정도만이 아일랜드어를 조금이나마 구사할 줄 안다고 하였다. 스코틀랜드의 경우에는 토착어의 소멸 정도가 워낙 심각하여, 전체 인구의 2%도 안되는 사람들만이 토착 스코틀랜드어를 구사할 줄 알며 현재도 영어 구사자의 비율이 갈수록 늘어나고 있는 추세이다.
영국에서는 14세 이상의 청소년들은 무조건적으로 제2외국어를 배워야만 한다. 보통 프랑스어나 독일어를 가장 많이 배운다고 알려져 있다. 웨일스에 있는 모든 학생들은 16세가 넘었을 때부터 점차 웨일스어를 제2국어로 배워야하며, 아예 웨일스어를 모어로 사용하기도 한다.

### 종교
| 종교 구성 (영국) | 종교 구성 (영국) | 종교 구성 (영국) | 종교 구성 (영국) | 종교 구성 (영국) |
| ---------------- | ---------------- | ---------------- | ---------------- | ---------------- |
|                  |                  |                  |                  |                  |
| 기독교           | 기독교           |                  | 59.5%            | 59.5%            |
| 무교             | 무교             |                  | 25.7%            | 25.7%            |
| 무응답           | 무응답           |                  | 7.2%             | 7.2%             |
| 이슬람교         | 이슬람교         |                  | 4.4%             | 4.4%             |
| 힌두교           | 힌두교           |                  | 3%               | 3%               |
| 기타             | 기타             |                  | 1.3%             | 1.3%             |

종교를 가진 국민의 절대다수가 기독교도이고, 국교는 잉글랜드 성공회이다. 종교별 분포도는 다음과 같다. 기독교는 대략 1,400여 년 전부터 이미 브리튼 섬에 전래되었다. 대부분의 영국인들은 여전히 자신들의 정체성을 기독교도로 규정하고 있으나, 20세기 들어서 이미 교회 참석율은 급격히 떨어졌으며 대부분 무슬림들로 구성된 이민자들이 영국으로 쏟아져들어오면서 영국 내부의 종교 분포도 상당한 변화를 겪었다. 이로 인하여 영국은 18세기까지만 하여도 완벽한 기독교 국가였던 데에 반하여, 현대에 들어서는 다종교 국가, 혹은 세속국가, 혹은 탈기독교 국가로 분류되기도 한다.
2001년의 조사 결과, 영국인의 71.6%가 자신들을 기독교도라고 밝혔으며 2.8%의 무슬림, 1.0%의 힌두교도, 0.6%의 시크교도, 0.5%의 유대교도, 0.3%의 불교도, 기타 종교 0.3% 정도가 그 뒤를 이었다. 대략 15% 정도의 사람들은 믿는 종교가 없다고 밝혔으며, 7% 정도는 잘 모르겠다고 응답하였다. 한편 기독교도 비율에 비하여 교회 참석률은 극히 저조하여서, 전체 인구의 10분의 1 정도만이 주말마다 교회에 참석하며 기독교도 비율은 그 와중에 지속적으로 하락하여 2011년에는 10년 만에 12%p 정도나 기독교도 비율이 하락하였다는 결과가 나오기도 하였다. 이와 반대로 무슬림의 비율은 갈수록 급증하고 있어서, 매년 약 5%씩 급격한 증가세를 겪고 있으며 2001년에는 160만 명 정도였던 것에 반하여 2011년에는 270만 명으로 크게 증가하며 영국에서 2번째로 거대한 종교로 뛰어올랐다.
한편 기독교의 경우에는, 영국 성공회가 약 15% 정도를 차지하고 있으며 로마 가톨릭이 9%, 그 외에도 동방정교, 개신교 등의 종교들이 약 17%를 차지하고 있다고 하며 18세와 24세 사이의 젊은 층의 71%가 자신이 종교가 없다고 밝혔다. 영국 성공회는 영국에서 발원한 기독교 분파로, 영국 의회에도 대표를 보유하고 있으며 영국 국왕이 최고 권위자이다. 스코틀랜드의 경우에는 스코틀랜드 국교회가 따로 있으나, 정부의 통제를 받지 않는다. 한편 영국 국왕은 무조건적으로 성공회 신자여야 하며, 즉위할 때에도 ‘신교를 지키겠다’는 맹세를 선서해야만 한다. 웨일스와 아일랜드에도 각각 국교회가 있었으나, 웨일스는 1920년에 국교회가 해체되었고 아일랜드는 그보다 이른 1870년에 해체되었다.
- 잉글랜드 성공회(Church of England): 영국 기독교인들의 거의 대부분을 차지하고 영국의 국교이기도 하다. 흔히 성공회(Anglican)를 영국 국교 또는 영국국교회라고 하는데 영국국교회 또는 영국국교는 잉글랜드 성공회만을 말한다. 영국 종교개혁으로 로마 가톨릭교회에서 분리되었다. 전세계 성공회(Anglican Church또는 Episcopal Church)들이 대등한 위치에서 상통하는 세계성공회공동체(Anglican Communion)의 모태다.
- 로마 가톨릭교회: 영국 기독교인들의 소수를 차지하며 영국교회와 아일랜드 교회가 휘트비 회의로 합병된 5세기부터 영국 종교개혁 이전까지 영국 교회를 지배하였다.
- 개신교: 역사적으로 장로교회(스코틀랜드 종교개혁으로 형성되었으며, 스코틀랜드의 국교다.), 감리교, URC(United Reformed & Methodist Church) 등이 있다.

### 교육

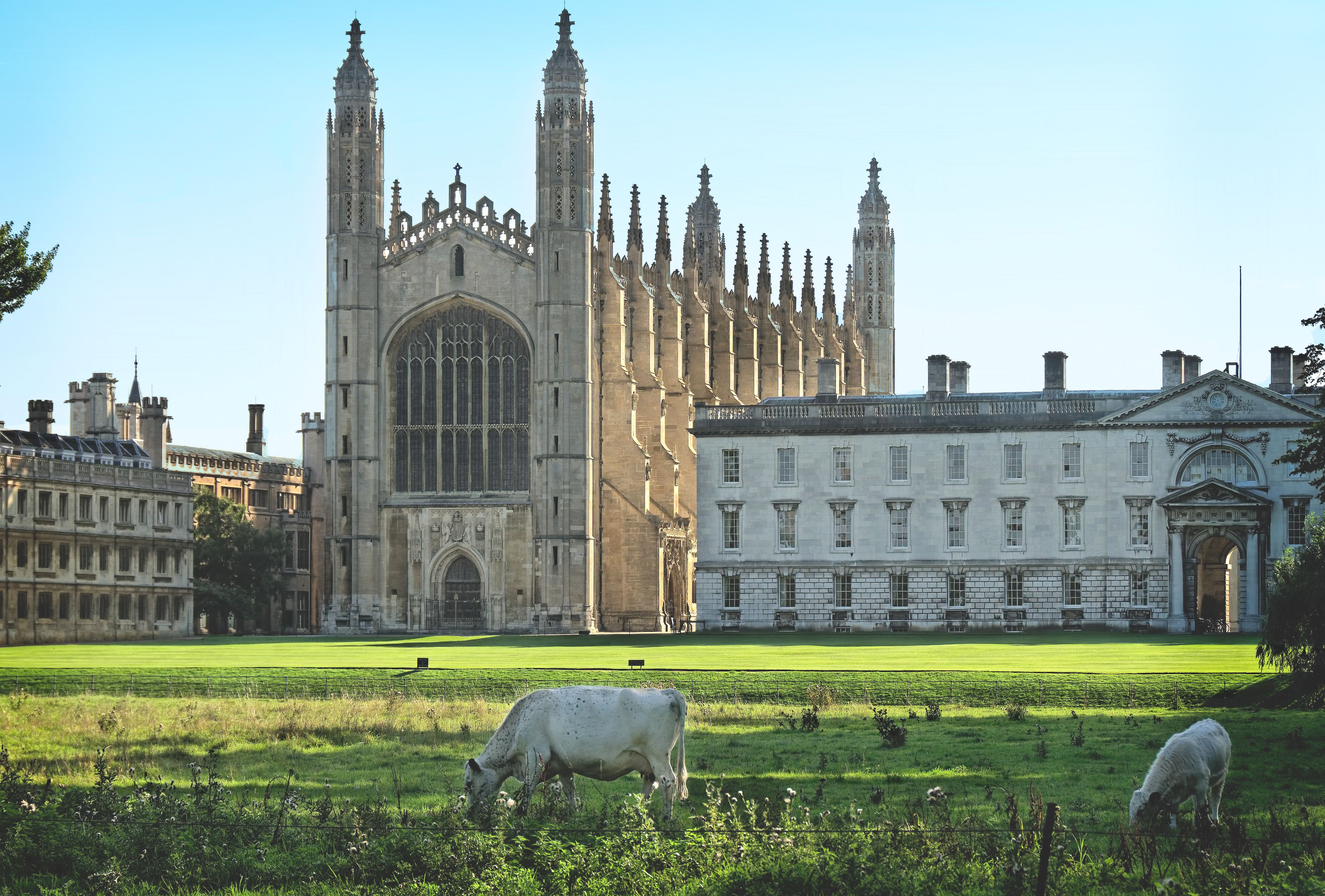
케임브리지 대학교의 킹스 칼리지 (1441년 설립)

중세시대부터 전통을 가진 옥스퍼드 대학교나 케임브리지 대학교 등이 대표적이다. 의무교육은 초등학교와 중학교 11년이며(1972년 이후) 한국의 고등학교 과정에 해당하는 12, 13학년의 경우에 의무는 아니지만, 학교를 다니는 학생들에게 매주 정부가 지원금을 준다.

대학 교육은 스코틀랜드는 전액 무상이나, 잉글랜드를 포함한 나머지 국가들은 학비만 연간 약 1,500만원(9000파운드)에 달한다. 다만 무이자 대출을 받을 수 있으며 연봉이 약 3,500만원(21,000파운드) 이하 소득인 사람은 갚을 의무가 없고, 그 이상 소득인 사람은 매년 학비 대출금의 9%를 납부한다. 대학과정은 대부분 3년 과정이며 대학원 석사 과정은 2종류로 학습 과정과 연구 과정으로 각 1년씩이다. 박사과정은 대체로 3년 과정이나 실제 박사취득은 4년-5년이 걸린다. 일부 대학은 경영학 석사 과정과 같은 특성화 과정을 2년제로 운영하기도 한다. 대학의 학기는 대한민국의 연간 2학기제와 달리 연간 3학기제로 운영한다.

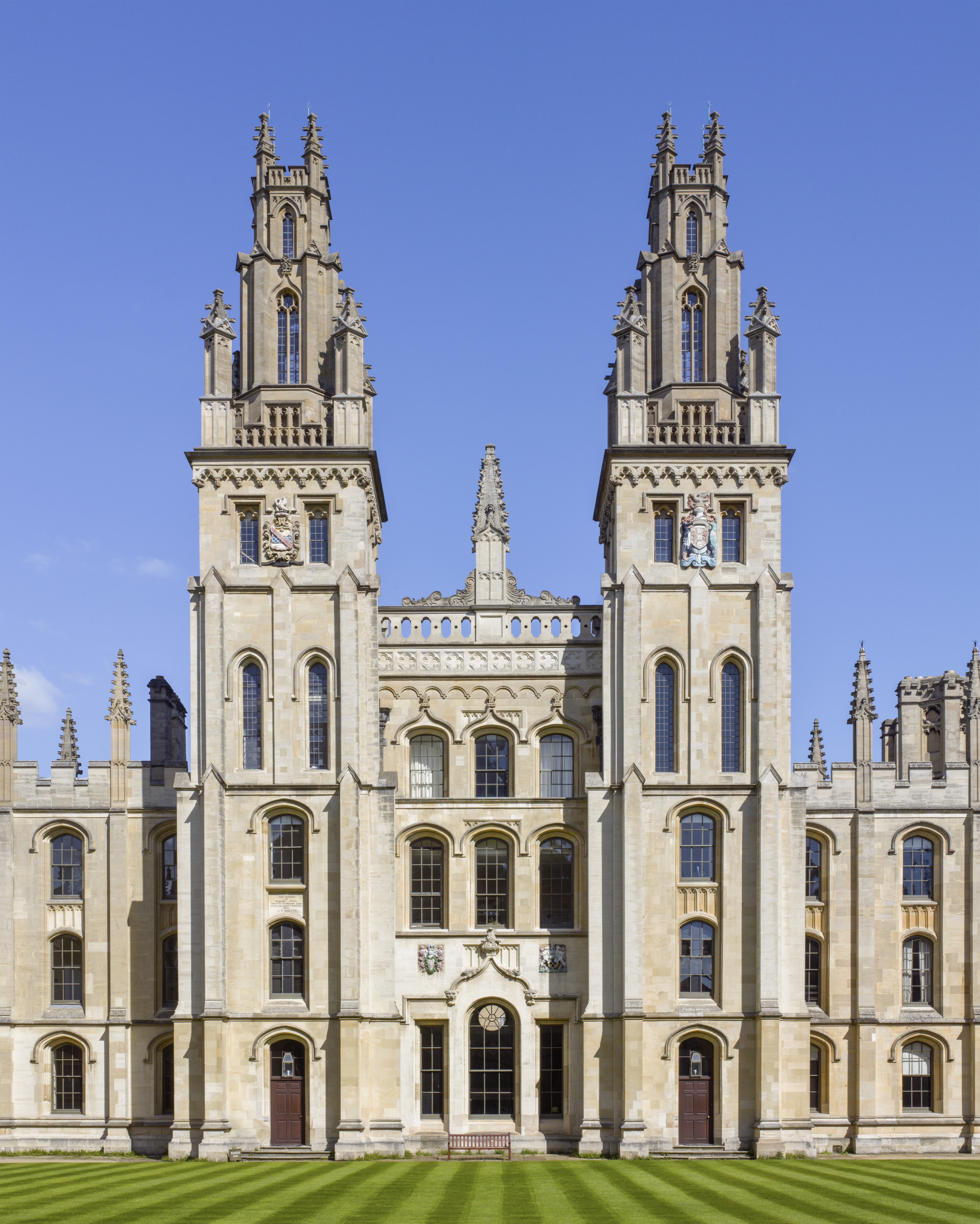
옥스퍼드 대학교

영국 교육의 역사는 잉글랜드의 귀족 및 왕족들을 교육하려고 설립한 옥스퍼드 대학교로 거슬러 올라간다. 이후 이에 반발한 교수들과 학생들이 캠브리지 지방에 모여서 설립한 캠브리지 대학교가 뒤를 이으며 이 두 대학은 현대 대학의 원형이 되었다. 스코틀랜드는 이러한 잉글랜드의 두 대학을 부러워했고, 잉글랜드와 달리 스코틀랜드의 수도사들을 교육할 목적으로 교황의 지원 하에 세인트앤드류스 대학교, 글래스고 대학교, 에딘버러 대학교를 설립하기에 이른다. 이들 대학들은 서유럽 중세시대에 설립하여서 중세 대학 혹은 고대대학이라고 부른다. 
이후 영국은 산업혁명으로 근대문명사회로 접어들었다. 사회 변화로 종교인이나 귀족의 양성만을 담당했던 고전적인 대학 기능을 바꿔야 했다. 과학자와 학자 등 각계 전문가들을 양성하자는 왕실과 의회의 결론이 공식화했다. 인류 산업혁명의 발상지 맨체스터 지역에 잉글랜드 왕립협회 회원들과 과학자들이 설립한 맨체스터 대학교를 시작으로 유니버시티 칼리지 런던, 브리스톨 대학교, 킹스 칼리지 런던 등 근현대적인 교육 기관들을 설립했다. 그리고 이러한 근대 대학들의 설립은 당시 대영 제국 식민지였던 미국과, 호주, 캐나다 등의 나라들에 큰 영향을 주었다. 현재에도 유명한 하버드 대학교, 컬럼비아 대학교, 토론토 대학교 등의 설립에 직접적인 동기이자 원인이었다 .
지금까지도 옥스퍼드 대학교나 케임브리지 대학교와 같은 영국의 전통적인 대학교는 졸업장 작성 권한을 지닌 대학교 본부에 느슨하게 연결된 대학, 즉 단과대학의 연합체이다. 대학교 본부에는 대학교 전체를 대표하는 총장이 있으며 단과대학 학장 회의의 의장 역할을한다. 대학본부는 각 단과대학 졸업생에게 대학교 졸업장을 발부할 권한을 지닌다. 실제 대학교의 운영은 총장과 단과대 학장들이 정하고, 각 단과대학이 자체적으로 의사결정한다. 단과대학들은 각자 독자적인 학생 모집과 학과목을 운영하며, 같은 학과가 여러 단과대학에 있기도 하다. 단과대학의 연합으로 운영해야 하는 과정에 대해서만 공동과정을 진행한다. 일례로 옥스퍼드 대학교는 "경영대학원"이 있다. 이는 대학교 공동 과정으로 대학원에 다니는 학생들은 각 단과대학에서 일종의 파견한 학생들이다. 경영대학원 학생들이 시험이나 공식 모임에 착용하는 망토는 각자 소속한 단과대학 망토를 착용한다.

## 경제

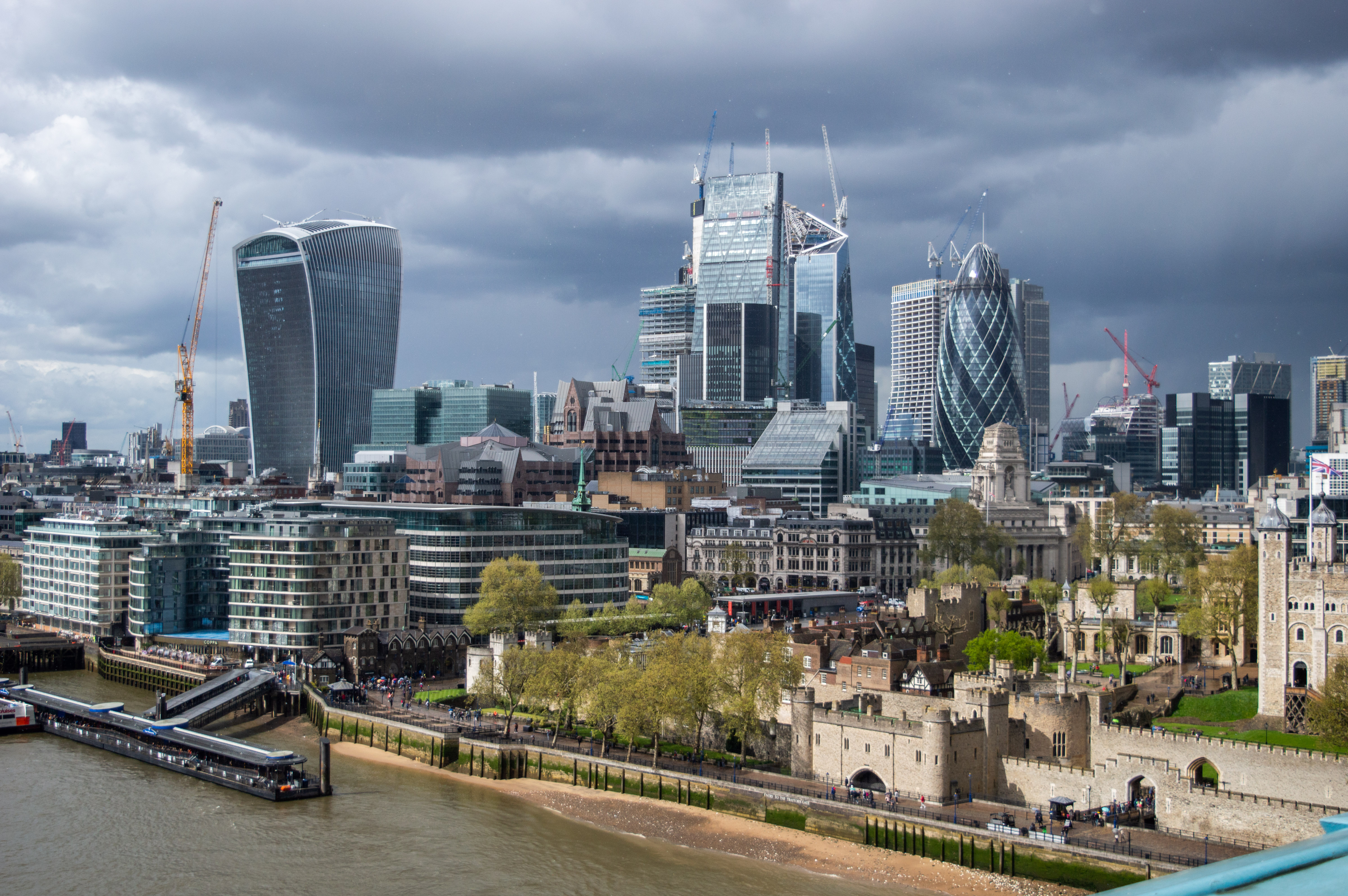
시티오브런던의 금융업무지구

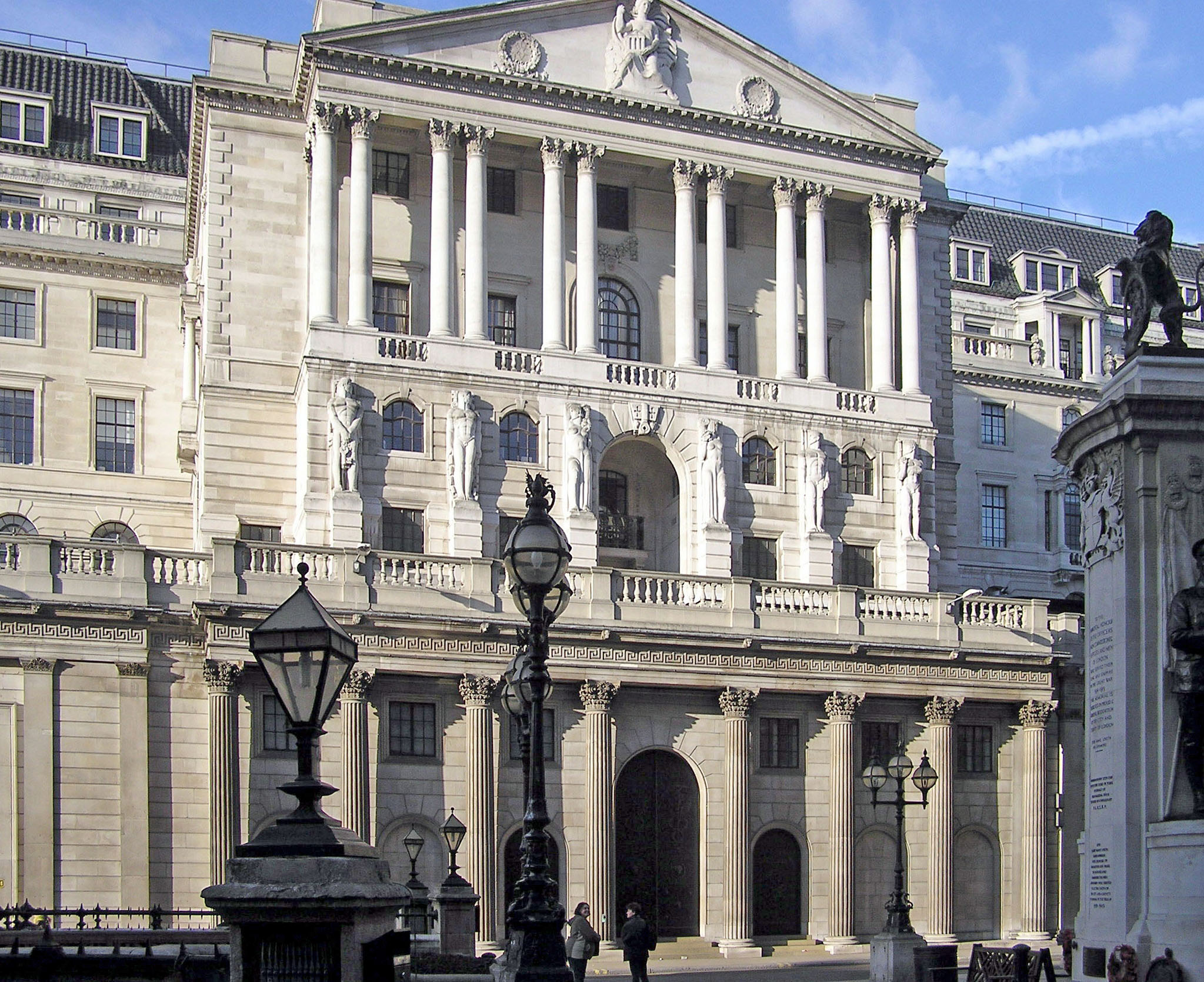
영국의 파운드화를 발행하는 중앙은행인 잉글랜드 은행

영국의 경제 체제는 ‘정부의 통제를 일부 받는 시장경제체제’라고 정의할 수 있다. 현재 영국은 세계에서 5번째로 거대한 경제대국이며, 유럽에서는 독일에 이어 2번째로 경제 규모가 거대한 국가이다. 영국 경제는 영국 재무부에서 독자적으로 담당하며, 그 수장인 재무부장관은 정부 공공금융 정책과 경제 정책들을 담당할 의무가 있다. 영국의 중앙은행은 영국은행으로, 영국의 화폐인 파운드화를 발행하고 환율을 조절하는 업무를 본다. 스코틀랜드와 북아일랜드 또한 독자적인 은행이 있고, 이 은행들도 자신들의 독자적인 화폐를 발행할 권한을 가지고 있으나 이를 위하여 영국은행이 발행한 파운드화를 일정량 이상 보유하고 있어야만 한다. 파운드화는 달러화와 유로화 다음으로, 세계에서 3번째로 외환보유량이 많은 기축통화이기도 하다. 1997년 이래 영국의 환율을 정해온 것은 ‘금융정책위원회(Monetary Policy Committee)로, 위원장은 영국은행장이며 경제의 인플레이션을 막고 환율을 적절히 조절하는 역할을 하고 매년 경제 목표를 제시하기도 한다.
영국 경제 최대 부문을 차지하는 것은 바로 서비스업으로, 전체 GDP의 79%를 차지하고 있다. 런던은 뉴욕 다음가는 세계 2의 금융수도이기도 하다. 또한 유럽에서는 가장 거대한 GDP를 가지고 있는 도시이기도 하다. 이외에도 에든버러가 세계 17위이고, 2020년 기준으로 서유럽에서도 무려 6위라는 경제 규모를 자랑하고 있다. 또한 관광업으로도 막대한 외화를 벌어들이고 있는데, 2004년 기준으로 약 2,700만 명의 관광객들이 영국을 찾았으며 영국은 세계에서 6번째로 관광객이 많이 찾는 국가라고 한다. 또한 그 수도인 런던은 세계에서 가장 많은 국제선 방문객들이 찾는 도시라고 전해진다. 이외에도 정보산업도 그 규모가 상당해서, 1997년과 2005년 사이에 매년 약 6% 씩 성장할 정도로 빠르게 발전하고 있다.
현대 자본주의의 기틀을 놓은 산업혁명이 바로 영국에서 시작했고, 이덕분에 영국은 타 국가들보다 훨씬 빨리 주요 산업들의 주도권을 쥘 수 있었다. 대표적으로 직물업을 가장 먼저 손에 넣었고, 그 다음으로는 조선업, 석탄업, 철강업 등을 장악한 것이다. 영국의 상인, 무역업자, 은행업자들은 이 발달된 선진 산업을 바탕으로 식민지와 주변 국가들의 경제계를 장악하였고, 19세기 내내 전세계의 경제를 쥐락펴락하기도 하였다. 그러나 이후 다른 국가들도 급격한 산업화에 들어가고, 2개의 세계대전이 일어나면서 소련과 미국이 양대 강대국으로 떠오르자 영국의 경제적 지위도 점차 쇠퇴하기 시작하여 20세기 내내 경제가 하락세로 접어들 수 밖에 없었다. 이때 영국의 주력이었던 제조업도 크게 쇠퇴하여 2003년 기준으로 전체 GDP의 16.7% 정도 밖에 차지하고 있지 못하다고 한다.
영국의 자동차 산업은 약 80만 명의 사람들을 고용하고 있으며, 2015년 기준으로 약 700억 파운드 정도나 되는 규모를 자랑하고 있으며 영국의 전체 수출액의 11.8%를 차지하고 있다. 2015년 기준으로 영국은 약 160만 대의 승용차들을 생산하였으며 94,500대의 상업용 차량들을 생산하였다. 또한 엔진 제작에도 매우 뛰어나서, 2015년 기준으로 약 240만 개의 엔진들을 따로 제작하기도 하였다. 영국의 모터스포츠 업계도 대단히 발달되어 있기에 대략 41,000명의 고용 효과를 내고 있으며 4,500여 개의 회사들이 있고 약 60억 파운드에 달하는 경제 효과를 내고 있다. 그 외에도 영국의 항공우주산업도 꽤나 발달되어 있어서, 세계에서 2번째에서 3번째로 거대한 규모이며 매년 약 300억 파운드에 달하는 매출을 내고 있다.
영국의 국방 관련 기업인 BAE 시스템즈는 세계에서 가장 거대한 항공방위산업체들 중 하나로, 타이푼 유로파이터의 대다수 부품들을 제작하고 있으며 영국 왕립 공군에도 수많은 부품들을 납품하고 있다. 또한 미국 최고의 제트기들 중 하나인 F35의 제작에도 참여하고 있으며, 다양한 제트기 부품들을 디자인하고 제조하는 일을 맡고 있다. 또한 세계에서 가장 성공적인 제트훈련기인 호크을 제작하기도 한다. 에어버스 UK는 군용기의 날개 부분을 따로 제작할 정도로 기술력이 높으며, 30여 종이 넘는 특수 엔진들을 제작할 수 있으며 대략 30,000개가 넘는 다양한 엔진 도면들을 보유하고 있는 것으로 이름이 높다.
영국의 우주 산업은 2011년 기준으로 약 91억 파운드 정도의 규모를 자랑하고 있으며, 약 29,000여 명의 고용 효과를 내고 있다. 매년 약 7.5% 정도로 급격히 성장하고 있으며 영국 정부 측에서도 다양하게 지원을 쏟아붇고 있다. 이처럼 기술 집약적인 산업들 외에도, 농업과 같은 전통적인 1차 산업도 발달되어 있다. 영국의 농산업의 경우, 여타 유럽 국가들과 마찬가지로 고도로 기술적인 방법을 택하고 있으며 이 덕분에 전체 인구의 1.6% 만이 농업에 종사하고 있는데도 불구하고 국내 소비량의 약 60%를 자급하고 있다. 영국 국내 농산물 생산량의 3분의 2 정도는 가축들의 사료로 사용되며, 나머지 3분의 1만이 사람들이 먹을 목적으로 이용된다. 또한 그 외에도 국내에 묻혀있는 풍부한 석탄, 석유, 천연가스, 주석, 석회암, 철광석, 점토, 석회, 납, 규소, 암염 등 여러 자원들을 활용하고 있기도 하다.
2008년 4분기에 영국 경제는 1991년 이래 미국과 프랑스 등 여러 경제대국들의 뒤를 따라 1991년 이래 처음으로 정체기에 접어들었다. 2013년에는 무디스, 피치 신용등급에서 1978년 이래로 처음으로 신용등급 AAA 등급을 박탈당했다. 다만 스탠다드앤푸어스 측에서는 여전히 AAA 등급을 유지하기도 했다. 그러나 얼마 지나지 않아 다시 성장세를 이어가기 시작하였고, 2014년 말 즈음, 영국의 경제 성장률은 G7과 유럽 대다수의 국가들보다도 훨씬 빠른 속력으로 성장하였으며, 2015년 9월에는 실업률이 5.3% 정도로 급격히 줄어들었다. 그러나 이렇게 성장하던 영국의 경제도 2020년에 불어닥친 코로나 19 사태로 인하여 위축되었는데, 영국 경제는 4월과 6월 사이에 전달에 비해 20.4%나 경제 규모가 수축하는 기록을 세웠으며, 11년만에 다시 정체기로 진입하고야 말았다.
1980년대 이래 영국의 경제적 불평등은 호주나 캐나다 같은 타 선진국들에 비하여 매우 급격한 속도로 벌어져만 왔다. 영국의 경제적 빈곤선은 중산층 평균 수입의 60% 미만 정도인데, 국가 통계청에서는 2011년 경우에 140만 명에 달하는 국민들이 ‘심각한 물질적 빈곤’을 경험하고 있으며 이는 1977년의 30만 명보다도 훨씬 많은 수치라고 경고했다. 2018년에 영국을 방문한 UN 빈곤조사위원회 측에서는 독자적인 조사를 거쳐, 사회적 안정을 보장해주어야할 정부가 오히려 빈곤층에 대한 사회적 지원을 끊어내고 있으며 ‘빈곤율을 높이고 불필요한 갈등을 조장하고 있다’라고 강도높게 비판하기도 할 정도였다. 현재 영국의 대외채무는 약 9.6조 달러 정도로, 미국에 이어 세계에서 2번째로 높다. GDP와 비교했을 경우에는 약 408% 정도로, 룩셈부르크와 아이슬란드 다음으로 세계에서 3번째로 높은 순위라는 불명예를 안고 있다.

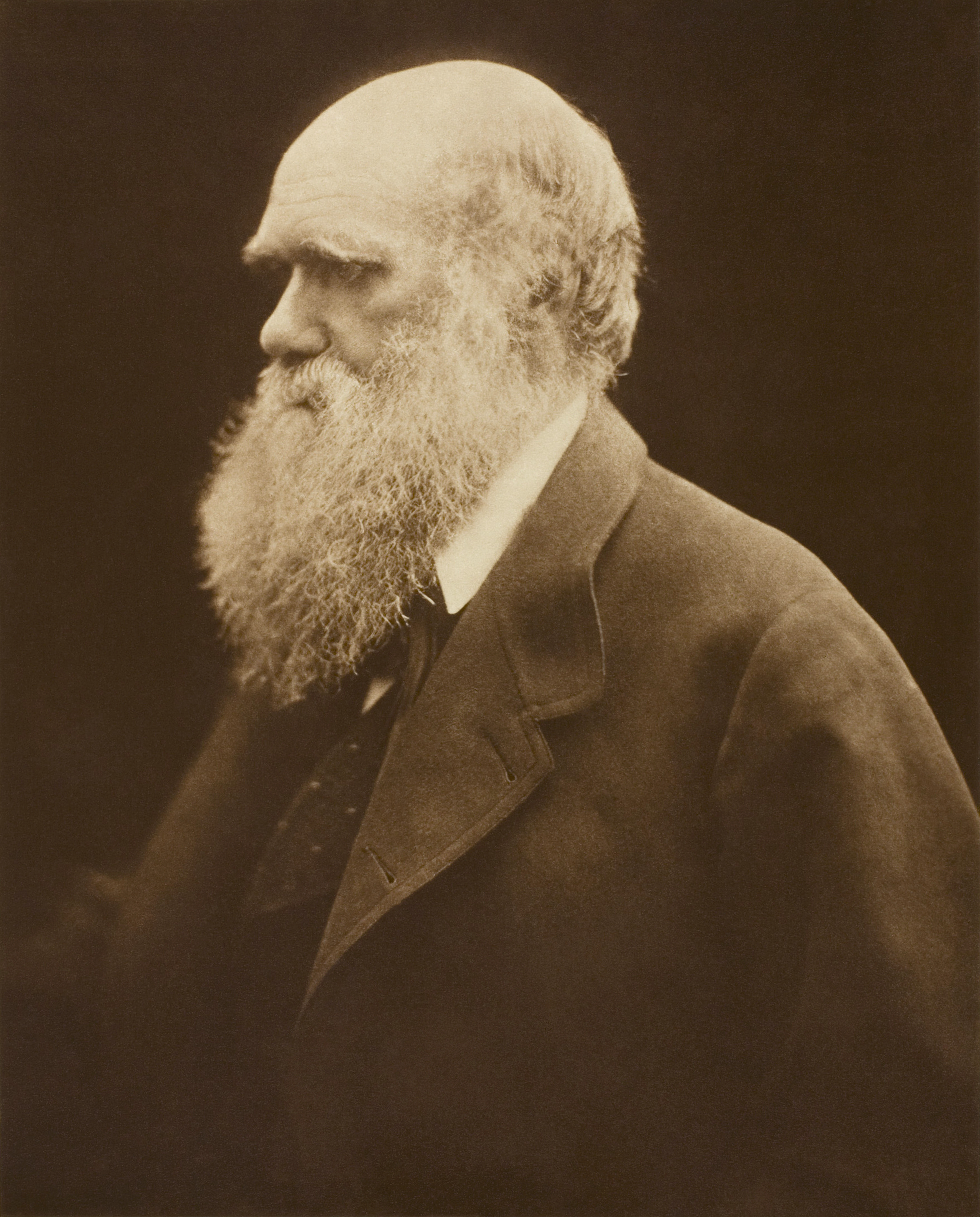
진화론을 창시한 찰스 다윈

### 기술
잉글랜드와 스코틀랜드는 17세기 이래 과학혁명의 시기부터 세계 과학계를 이끌어왔다. 영국은 18세기부터 산업혁명을 주도하며 기술발전을 이끌어왔는데, 수많은 영국 출신의 과학자들과 걸출한 인물들이 과학 발전에 업적을 남겼던 것이다. 17세기와 18세기 영국 출신의 대표적인 과학자들에는 운동의 법칙과 중력을 밝혀내며 세계 과학사에 지대한 영향을 미친 아이작 뉴턴, 진화론과 자연선택을 주창하고 현대 생물학의 기초를 놓은 찰스 다윈, 고전 전자기학의 시초를 놓은 클라크 막스웰, 최근에는 세계 과학계의 거두이자 우주학, 양자학, 블랙홀 연구에 큰 공헌을 한 스티븐 호킹 등이 있다.
이외에도 18세기의 영국 과학자들 중에서는 수소를 발견한 헨리 캐번디시, 페니실린을 합성한 알렉산더 플레밍, DNA 구조를 발견한 프란시스 크릭 등이 있다. 유명한 영국계 발명가들 중에서는 제임스 와트, 조지 스티븐슨, 로버트 스티븐슨, 이점바드 킹덤 브루넬 등이 있다. 19세기에는 마이클 패러데이가 전기모터를 발명하였고, 찰스 배비지가 첫 컴퓨터를 발명하였다. 또한 조셉 스완이 첫 백열전구를 발명하였고, 알렉산더 그레이엄 벨이 처음으로 전화에 대한 특허를 얻어내는 데에 성공하였다. 20세기에는 존 로지 베어드가 처음으로 텔레비전 시스템을 개발하였다. 또한 프랭크 휘틀은 제트 엔진을 개발하였고, 앨런 튜링이 현대 컴퓨터의 기본 틀을 놓았으며 팀 버너스리는 월드와이드웹을 개발하였다.
이 때문에 영국은 아직도 과학기술 개발을 최대의 사업으로 생각하고 있으며, 정부 차원에서 막대한 돈을 쏟아붇고 있다. 2004년과 2008년 사이에 영국은 전체 과학 관련 논문의 7%를 독자적으로 제출하였으며, 인용된 건수도 미국과 중국 다음으로 전체의 8%나 되었다. 또한 저명한 과학 잡지인 네이처, 영국의학저널, 란셋 등도 모두 영국에 기반을 둔 잡지사들이다.

### 교통

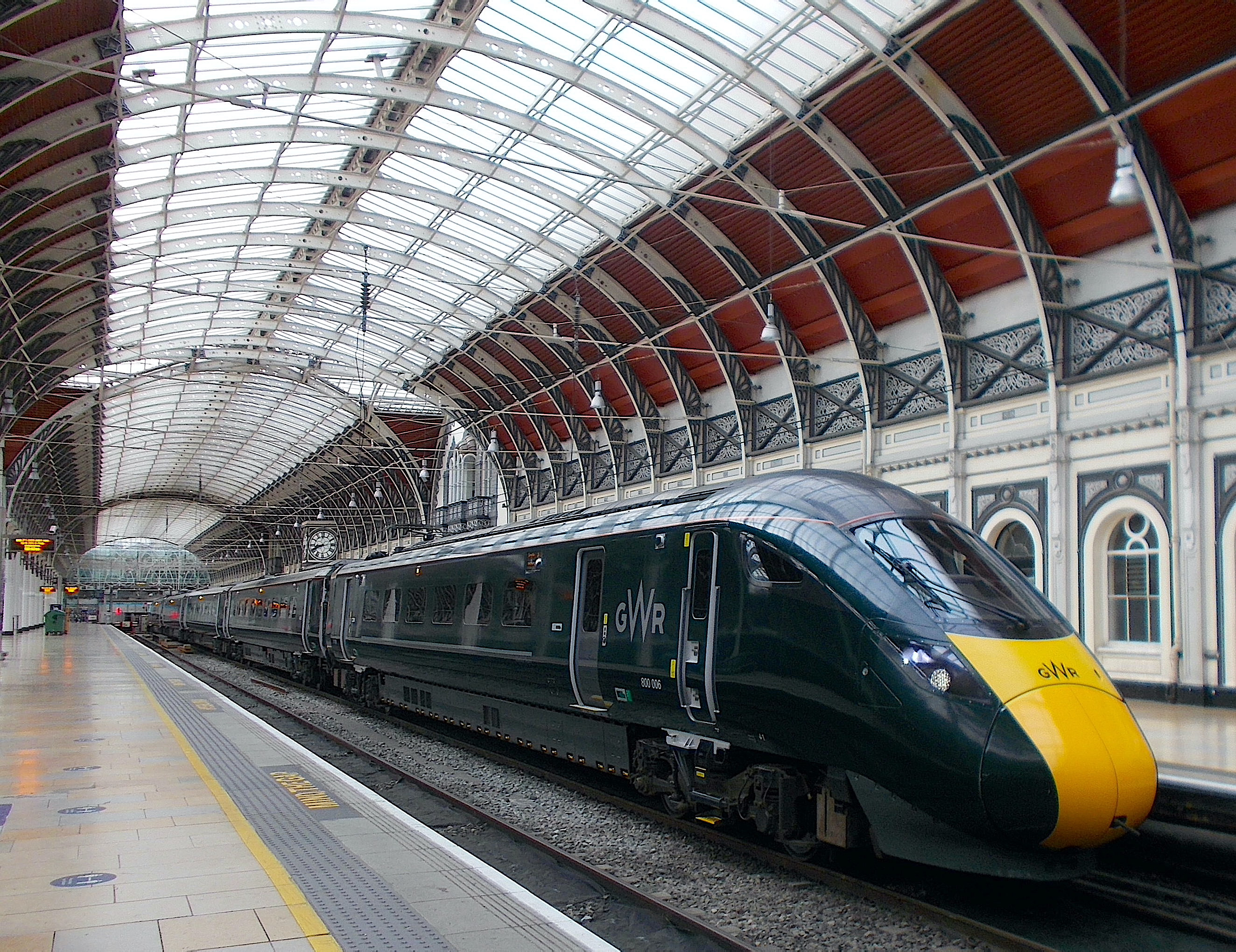
런던 패딩턴역에 정차한 그레이트 웨스턴 레일웨이 사의 열차

런던을 비롯하여 사우댐프턴·리버풀·맨체스터·글래스고 등이 대표적인 항구이며, 템스강 하구, 클라이드 강구, 맨체스터 운하에는 10만 t급 탱커를 넣는 터미널이 완성되어 있다. 철도의 총연장은 약 2만km로서 세계 제2의 밀도(密度)이다. 1947년 이후 국유화했으나, 철도 발상지인 만큼 낡은 시설이 많은 데다가 자동차의 보급으로 큰 결손이 누적되고 있었으며, 이를 해결하기 위해 합리화 계획을 실시하였으나 해결되지 않거나 오히려 더욱 큰 문제가 발생하는 상황이다. 
도로 연장은 약 36만 6,000km에 달하며, 간선도로는 영국 교통부 직할, 그 밖의 것은 지방자치단체가 관리하고 있다. 항공은 원월드의 주축 항공사 영국항공과, 저비용 항공사의 대표주자인 이지젯 등이 있으며, 이외에도 버진 애틀랜틱 항공 등 유수의 항공사가 존재한다. 런던 히드로 국제공항은 세계 3위이자 유럽에서 가장 붐비는 공항이기도 하다. 우편물의 항공수송 서비스도 발달되어 있다. 한편 영국과 프랑스를 잇는 채널 터널(영국해협터널)은 1994년 5월 개통되었다.

## 문화

### 문학

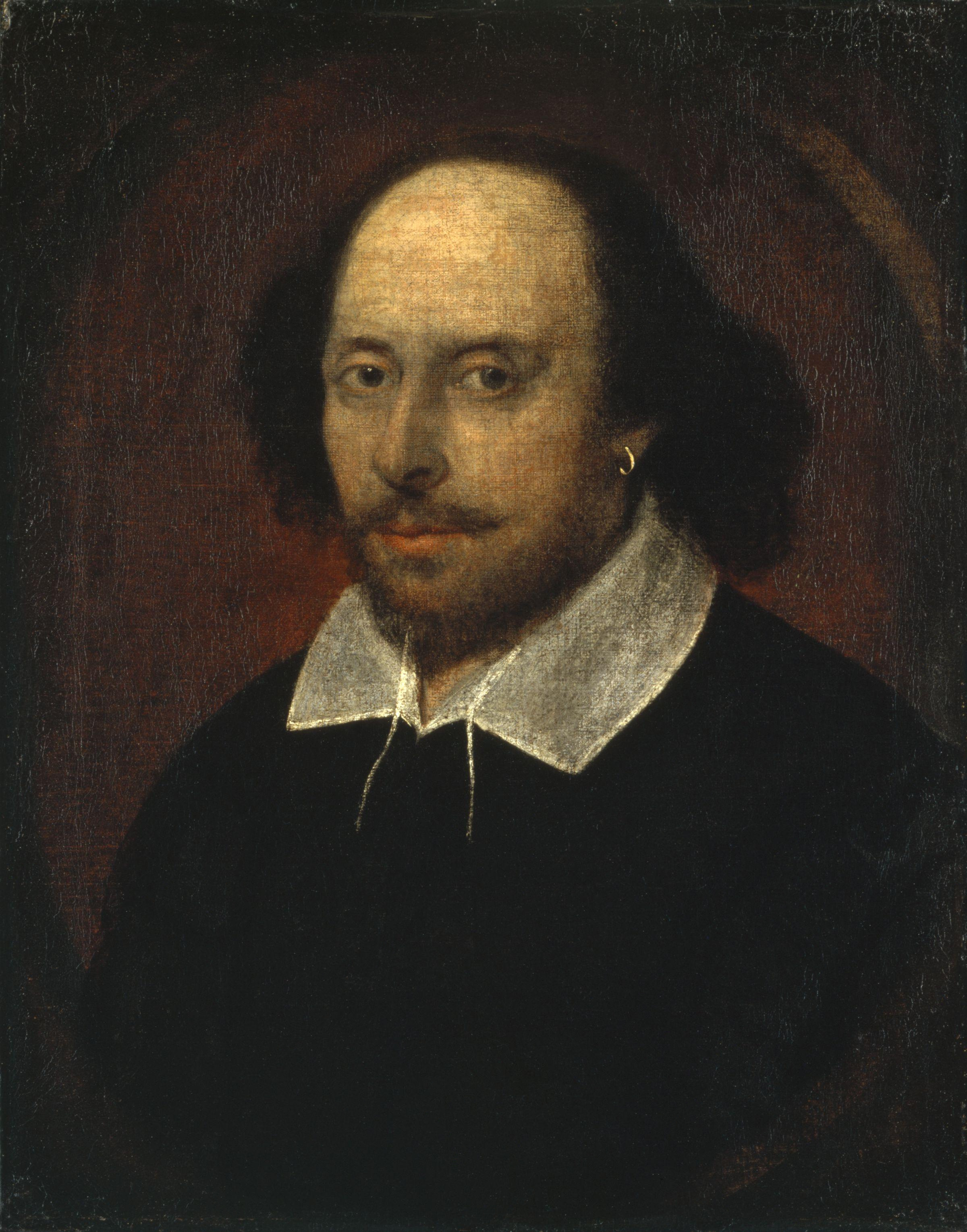
윌리엄 셰익스피어

영국 문학은 근대에 본격적으로 발전하기 시작하여, 현대 문학의 기틀을 잡았으며 현재에도 ‘영미 문학’의 주류를 이루며 전세계적인 영향을 끼치고 있는 문학계이다. 2005년 기준으로 영국에서는 약 206,000권이 넘는 책들이 출판되었으며, 2006년 기준으로 세계에서 가장 많은 양의 책들이 출판된 국가였다.
영국 출신의 시인이가 극작가인 윌리엄 셰익스피어는 고금을 통틀어 최고의 극작가들 중 하나로 평가받으며, 엘리자베스 여왕이 ‘그를 인도와도 바꾸지 않겠다’라고 말할 정도로 엄청난 명성을 누렸다. 또한 그 외에도 20세기 최고의 소설가들 중 하나였던 아가사 크리스티도 영국 출신의 작가이다. 한편 스코틀랜드 출신의 인물들도 영국 문학계에 지대한 영향을 끼쳤는데, 가장 대표적인 인물이 셜록 홈즈의 작가인 아서 코난 도일 경, 아동작가 J.M. 베리, 로버트 루이스 스티븐슨, 시인 로버트 번스 등이 있다. 최근의 경우를 들면 휴 맥더미드, 네일 M. 군 등이 있다. 그 외에도 범죄문학의 전설 격인 이언 랜킨, 호러-코미디 작가인 아인 뱅크스 등이 유명하다. 스코틀랜드의 수도인 에든버러는 세계에서 처음으로 유네스코 세계 문학의 도시로 지정되기도 했을 정도였다.
영국에서 알려진 최고(最古)의 시인 어 고도딘은 영국 북부에 있는 헨 오글레드 지방에서 지어졌으며, 대략 6세기 후반 경에 작시된 것으로 알려져 있다. 웨일스 고어로 지어져 있으며, 현재까지 알려진 가장 오래된 아서 왕의 전설을 담고 있는 시이다. 7세기 경에 헨 오글레드 지방과 웨일스 지방과 교류가 끊어지자, 웨일스 문화의 중심지는 자연스레 현재의 웨일스 지방으로 옮겨왔고 이후 웨일스에서는 아서 왕의 전설이 발전되어 전승되기 시작하였다. 웨일스가 배출한 중세 최고의 시인들 중 하나로 평가받는 다피드 압 귈림(Dafydd ap Gwilym)은 자연, 종교 등을 주제로 시들을 지었으며, 특히 사랑과 관련된 시들을 많이 쓴 것으로 유명하다. 그는 당대 최고의 유럽 시인들 중 하나로 칭송받을 정도로 명성이 널리 알려져 있었다. 이후의 시들은 19세기에 또다시 변혁의 바람이 불어닥칠 때 전까지 종교적인 색채들을 진하게 띠었다고 한다. 한편 영국의 시인인 딜런 토마스는 20세기 중반에 미국과 유럽 대륙 전체에서 이름을 떨쳤으며, 특히 그의 가장 대표적인 시인 ‘저 좋은 밤속으로 순순히 들어가지 말라’는 수많은 영화들과 이후의 시들에도 영감을 주었을 정도로 유명하며, 가장 대표적인 영국 명언들 중 하나이기도 하다. 웨일스 민족주의자이자 시인인 R.S 토마스는 1996년에 노벨 문학상을 수상하였으며, 그 외에도 리처드 레웰린이나 케이트 로버츠 등이 유명한 웨일스계 소설가들이다.
영국에서 태어나지는 않았으나 이후 영국으로 이민을 와 영국 국적을 취득한 유명 문학가들도 매우 많다. 가장 대표적으로 요셉 콘라드, T.S 엘리엇, 가즈오 이시구로 등이 있다. 또한 아일랜드가 전부 영국의 통치 하에 놓여있었을 때에 아일랜드에서 태어난 사람들도 영국계 시인들로 간주하는 경우가 있는데, 주로 오스카 와일드, 브램 스토커, 조지 버나드 쇼 등이 있다.

### 음악

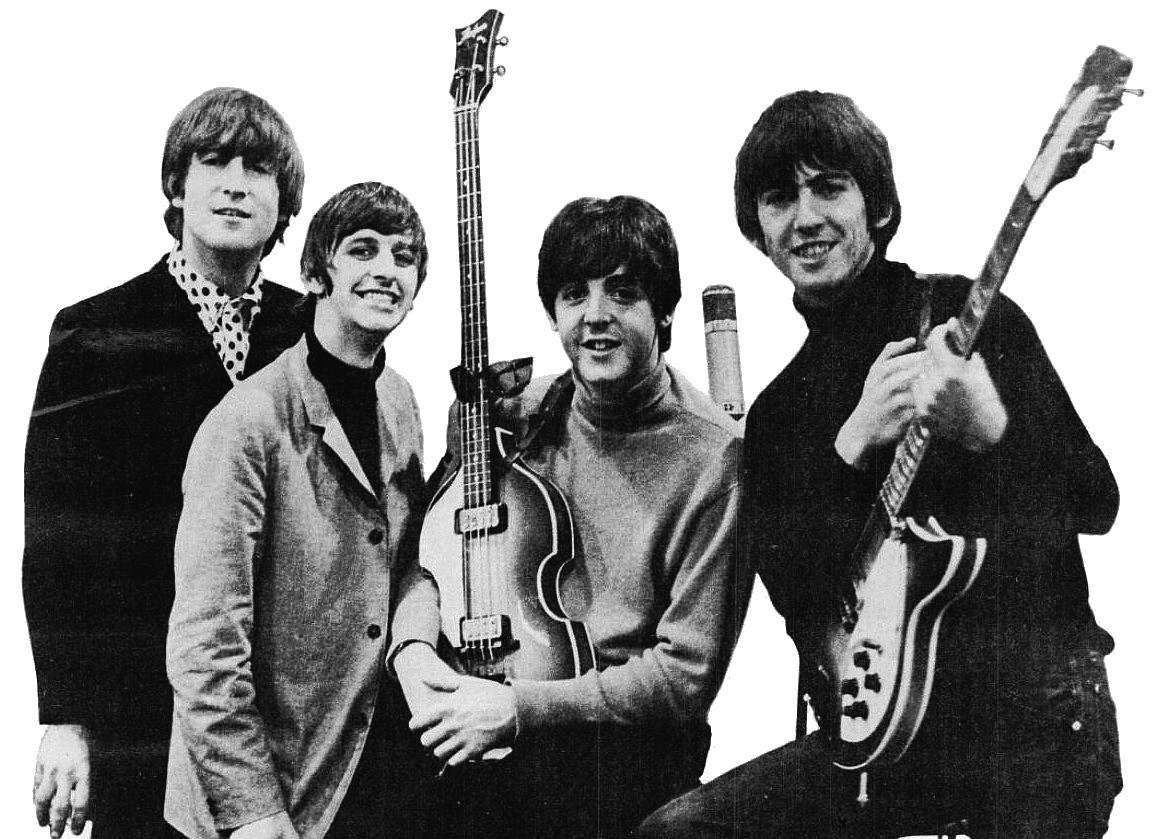
비틀즈

영국 음악은 현대 세계 음악계를 장악하고 있는 영미권 음악의 시초로, 수많은 명가수들과 거장들을 배출해내왔고 현재까지도 그 명성을 유지하고 있다. 영국 음악은 잉글랜드, 웨일스, 스코틀랜드, 북아일랜드의 민속 음악에서부터 클래식 음악, 팝 음악까지 그 분야가 굉장히 다양한데, 먼저 클래식 음악부터 살펴볼 경우 윌리엄 버드, 헨리 퍼셀, 에드워드 엘가, 구스타프 홀스트, 아서 설리반, 레이프 본 윌리엄스, 벤자민 브리튼 등이 있다. 또한 BBC 심포니 오케스트라나 런던 심포니 오케스트라와 같은 세계 유수의 오케스트라들의 본고장이기도 하며, 사이먼 래틀, 존 바비롤리, 맬컴 사젠트 등 저명한 지휘자들의 출생지이기도 하다. 그 외에도 영화음악 작곡가들 중에서는 존 배리, 클린트 맨셀, 마이크 올드필드, 존 포웰, 크레이그 암스트롱, 데이비드 아놀드, 존 머피, 몬티 노먼 등이 있다. 한편 유명한 작곡가인 프리드리히 헨델은 이후 영국 시민권을 취득하여 현재 영국의 즉위식 곡을 집필했으며 대표작인 ‘메시아’를 영어로 쓰기도 했다. 또한 앤드류 로이드 웨버와 같은 작곡가는 런던의 웨스트엔드 극장가를 20세기 후반까지 독점할 정도로 그 명성을 떨쳤으며, 상업적으로도 전세계적인 성공을 거두며 이름을 알렸다.
'팝 음악'이라는 단어 자체가 아예 영국에서 유래되었다. 1950년대 중반, 로큰롤을 젊은층들이 향유하기 시작하면서 이 새로운 퓨전 장르를 일컫기 위하여 ‘팝'이라는 새로운 장르를 개척한 것이다. 가장 대표적인 영국 팝 음악가들에는 전세계적으로 이름을 날린 비틀스와 롤링스톤즈 등이 있고, 이들 덕분에 영국의 팝 음악은 1960년대에 엄청난 발전을 구가할 수 있었다. 이후에도 록 음악에도 영국계 음악가들이 수없이 진출하였으며, 헤비메탈, 하드 록, 뉴웨이브, 펑크 등 수많은 장르들을 개척하는 데에도 성공하였다. 그 외에도 수많은 장르의 퓨전 록 장르들을 만들어내었으며, 전세계적인 인기를 끄는 데에도 성공하였다.
가장 대표적인 영국 음악가인 비틀스는 10억 장이 넘는 음반을 전세계에 팔았으며, 현대 음악의 전설로 남아있을 정도로 막대한 영향력을 떨쳤다. 그 외에도 롤링 스톤즈, 핑크 플로이드, 퀸, 레드 제플린, 비지스, 엘튼 존 등이 있는데, 이들 모두 전세계적으로 최소 2억장이 넘는 음반을 각각 판매한 명가수들이다. 90년대 이래 유명한 영국 가수들 가운데에는 조지 마이클, 오아시스, 스파이스 걸스, 라디오헤드, 콜드플레이, 로비 윌리엄스, 아델, 에드 시런, 원 디렉션 등이 있다. 이들 덕분에 2016년 기준으로 영국에서 가장 대중적인 음악 장르는 팝으로, 33.4%의 국민들이 가장 즐긴다고 한다. 그 다음이 힙합 장르와 R&B라고 한다. 현대 영국 음악계는 동일한 영어권 국가인 미국 음악가들과 협업하여 랩 음악들을 함께 만들기도 한다.

### 영화
영국 영화계는 전세계적으로, 그리 역사적으로도 매우 유명하다. 가장 대표적인 영국 영화감독인 알프레드 히치콕은 수많은 명작들을 감독하였으며, 그의 대표작인 ‘현기증’은 아직까지도 ‘고금 최대의 명작’이라는 찬사를 받기도 했다. 영국계 영화 프랜차이즈들도 전세계적인 인기를 구가하는 경우가 매우 잦은데, 가장 대표적인 프랜차이즈 영화 2개가 바로 해리 포터 시리즈와 제임스 본드 시리즈이다. 또한 현재 영업 중인 가장 오래된 영화 스튜디오인 얼링 스튜디오(Ealing Studios)도 바로 영국에 있다. 2009년 기준, 영국 영화계는 전세계적으로 약 20억 달러를 벌어들였으며 세계 영화시장의 7%를 차지하였다. 영국의 박스오피스는 2009년 기준으로 9억 4,400만 파운드 정도였다. 

### 요리

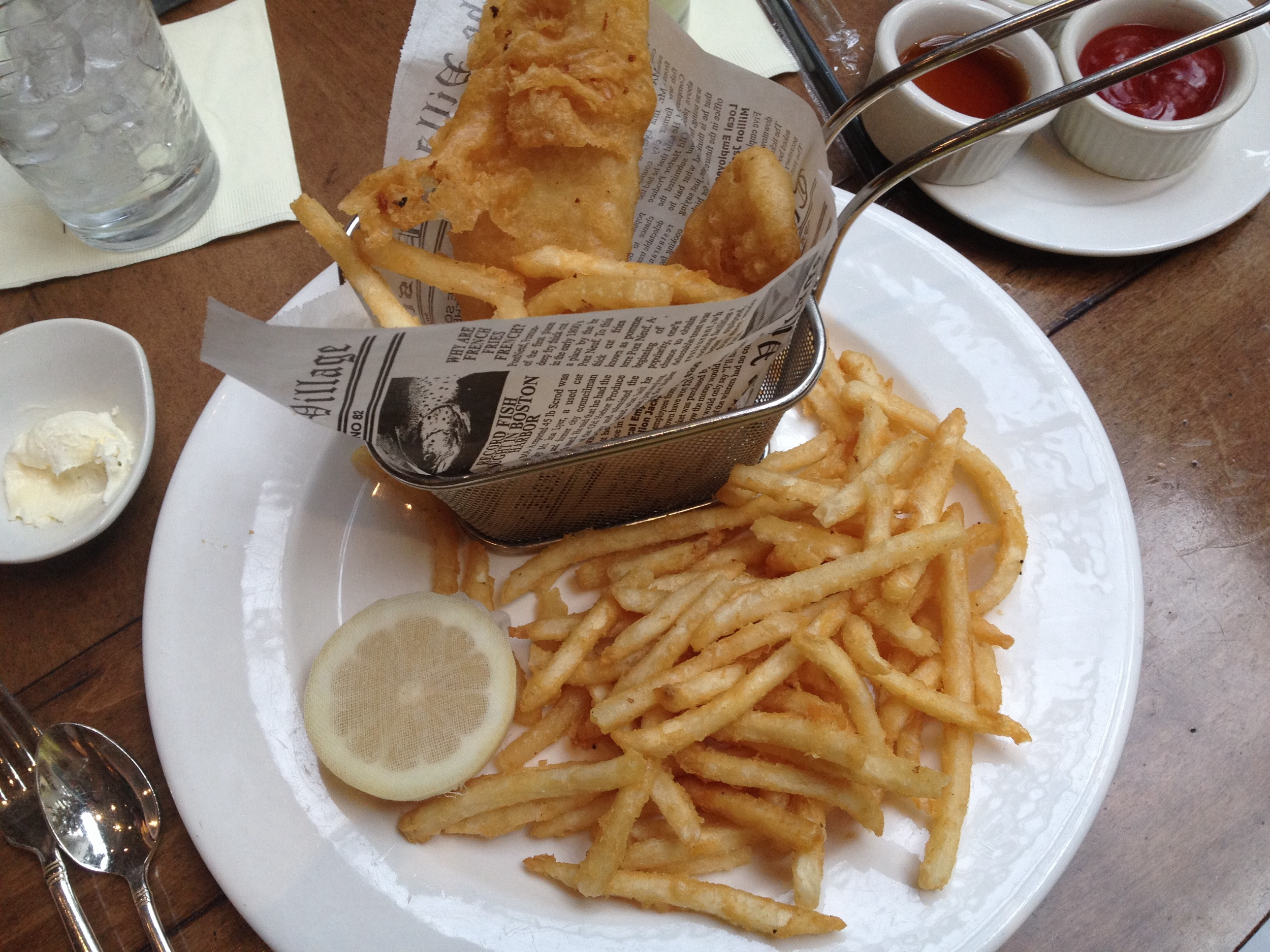
가장 대표적인 영국 요리로 알려져 있는 피시앤드칩스

영국 요리는 그 수가 많고 재료들이 다양함에도 불구하고 전세계적으로 맛이 없다는 편견이 있다. 영국 요리는 영국 역사 내내 있었던 수많은 이주민들의 유입, 그리고 세계 각국과의 교류, 식민지 등을 통하여 들어온 식문화들로 인하여 급격히 발전하였다. 가장 옛날로는 켈트족과 브리튼족이 서로 융합하면서 수많은 요리들이 탄생하였고, 앵글로색슨족들은 유럽에서 스튜가 일반화되기도 전에 고기와 허브를 넣어 스튜를 끓이는 방법을 미리 고안하여 주식으로 삼기도 하였다. 또한 노르만인들의 영국 침공으로 인하여 중세 영국에 향신료들을 이용한 요리들이 소개되었고, 대영제국 시기에는 인도 요리가 큰 인기를 얻어 강하고 자극적인 냄새를 가지는 허브들과 향신료를 이용한 요리들이 사람들의 관심을 얻어 인기를 끌었다. 이 때문에 본래 인도에서 유래한 요리를 영국식으로 개량하여 영국식 요리로 만들기도 했는데, 가장 대표적인 것이 인도 닭요리에서 유래한 앵글로-인디안 치킨 티카 마살라이다. 그 외에도 피시앤드칩스, 샌드위치, 로스트비프, 파이, 영국식 푸딩 등이 전세계적으로 유명하다.

### 언론

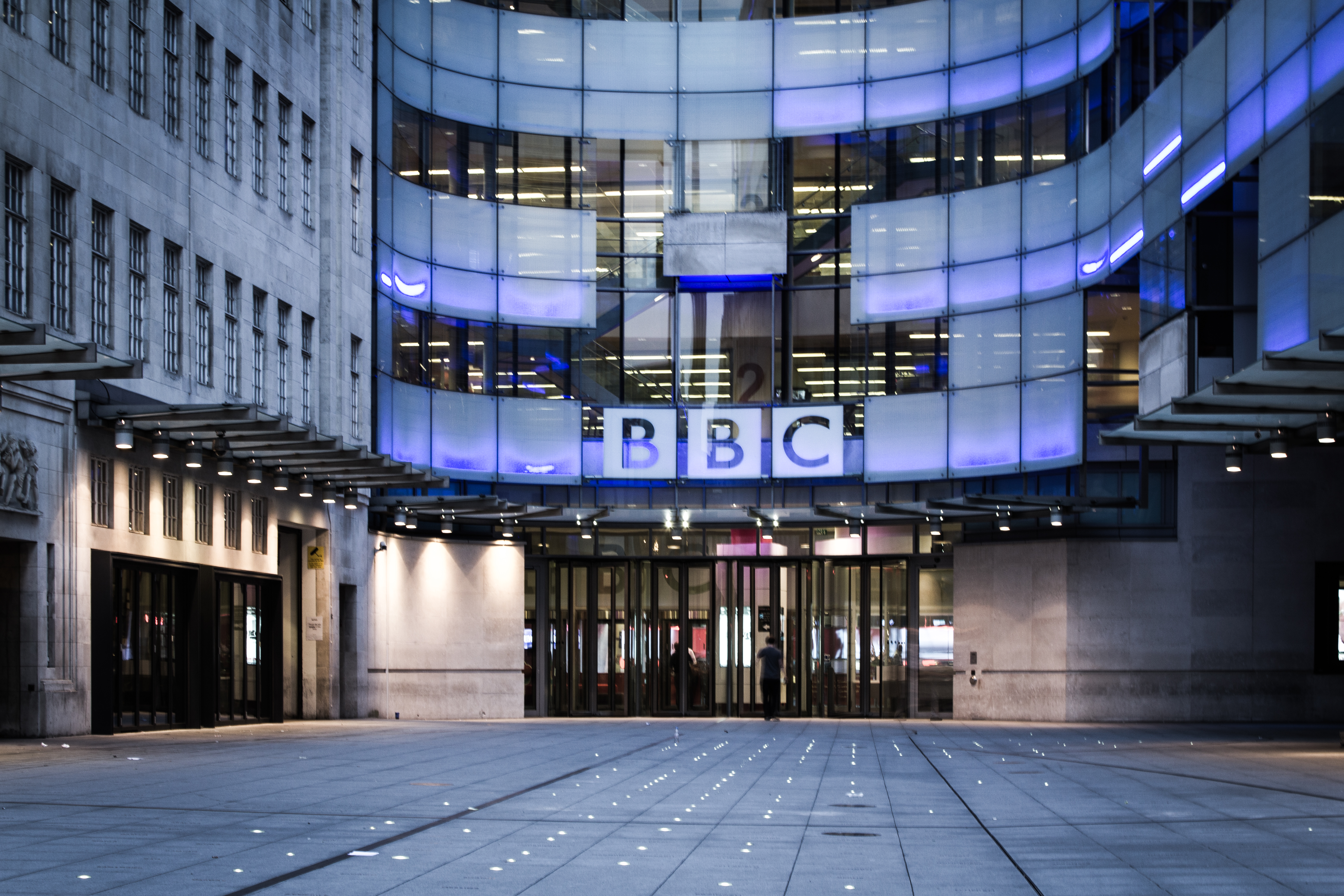
BBC의 본사로 사용되는 브로드캐스팅 하우스 입구

영국은 세계에서 가장 오래된 방송사인 BBC의 국가일 정도로 언론계의 중심지인 나라이다. BBC는 1922년에 영국 정부의 공영 방송사로 개국하여, 2차 세계대전 당시에도 정확한 보도로 명성을 날릴 정도로 활약하며 현재까지도 세계에서 가장 공신력 있고 유명한 언론들 중 하나로 자리매김하였다. BBC는 현재에도 수많은 프로그램 채널들과 라디오 방송들을 독자적으로 운영하고 있으며, 해외까지도 서비스들을 수출하고 있다. 현재 영국 방송계에서 두각을 드러내고 있는 다른 방송사들에는 ITV는 현재 영국 15개 지역들 가운데에서 11개의 텔레비전 채널을 장악하고 있을만큼 그 영향력이 크다. 또한 민영방송 등장으로 1955년에 ITV가 개국하였고, BBC를 제외한 상업광고가 시작했다. 1982년에 개국한 채널 4 준공영체계로 1997년에 마지막 지상파 방송 개국하였으며, 채널 5가 있다.
세계적인 영미권 미디어 복합사인 뉴스 코퍼레이션도 영국 언론계에 상당한 영향을 끼치고 있는데, 영국의 대표적인 타블로이드지인 더 선과 세계적으로 가장 오래된 일간지인 더 타임스 지 등을 소유하고 있다. 뉴스 코퍼레이션은 2018년까지만 해도 영국위성중계서비스(British Sky Broadcasting)의 최대 주주이기도 했다. 현 영국의 언론 중심지는 당연히 수도인 런던으로, 대부분의 언론 본사들이 런던에 위치하고 있으며 편집국, 방송국들도 웬만하면 런던에 자리하고 있다. 맨체스터가 런던의 뒤를 이어 제2의 언론 중심지 위치를 점하고 있으며, 스코틀랜드와 웨일스 지역의 경우에는 에든버러, 글래스고, 카디프 등이 그나마 언론사들이 집중되어 있는 곳들이다. 한편 영국의 인쇄업도 상당한 수치라서, 영국에서 생산되는 책, 정보, 저널, 잡지, 비즈니스 잡지, 신문 등 모든 인쇄 서비스들의 가치를 합하면 그 가치가 20억 파운드가 넘으며 167,000명이 넘는 사람들을 고용하고 있다고 한다.
2009년 기준으로 평균적인 영국인은 매일 텔레비전을 3.75시간 정도 시청하며, 라디오는 약 2.81시간 정도를 청취한다고 한다. 한편 모든 텔레비전 채널들 중 가운데에서 28.4%나 되는 채널들이 직접적이든 간접적이든 BBC의 소유라고 전해진다. 나머지 영국 3대 방송사들이 약 29.5%를 차지하고 있으며, 독립된 위성이나 중소 방송국들이 나머지 42.1% 정도에 이른다고 한다. 한편 영국의 신문업계는 날로 쪼그라들고 있어서, 1970년대 이후 감소세를 겪고 있다. 그럼에도 불구하고 신문을 구독하는 사람들의 수는 굉장히 많아서, 2010년 기준으로 국민들의 41%가 일간신문을 구독한다고 한다. 다만 인터넷 기사들과 뉴스들의 범람들로 인하여 신문 구독자의 수는 갈수록 떨어지고 있다.

### 상징
영국의 국기는 유니언기, 다른 말로는 유니언잭(Union Jack)이라고 부른다. 초기의 유니언잭은 하얀 바탕에 붉은 십자가가 그려진 잉글랜드의 깃발에서 푸른 바탕에 하얀 십자가가 그려진 스코틀랜드의 기가 합쳐져 1600년대에 처음으로 만들어졌으며, 1801년에 성패트릭의 기가 합쳐졌다. 다만 드래곤이 그려져 있는 웨일스의 깃발은 유니언기에 포함되어 있지 않다. 영국의 국가는 《하느님 국왕 폐하를 지켜주소서》이며, 군주가 여성일 경우에는 가사 속의 단어를 ’국왕'이 아니라 ‘여왕'으로 바꾼다.  이외에 비공식 국가로 《룰 브리타니아》 등이 있다.
영국을 의인화한 인물은 브리타니아라고 하는데, 로만 브리튼 시절에 처음 유래하였으며 금발이나 갈색 머리를 하고 그리스 투구를 쓰고 있으며 하얀 로브를 걸치고 있는 젊은 여성의 모습으로 묘사된다. 포세이돈의 삼지창과 방패를 가지고 있기도 하다. 국장에는 사자와 유니콘, 혹은 드래곤이 그려져 있는데, 이 외에도 불독도 국가를 상징하는 동물로 있다. 브리타니아보다는 덜 유명하지만 존 불도 영국을 상징하는 캐릭터 중 하나이다.

### 스포츠

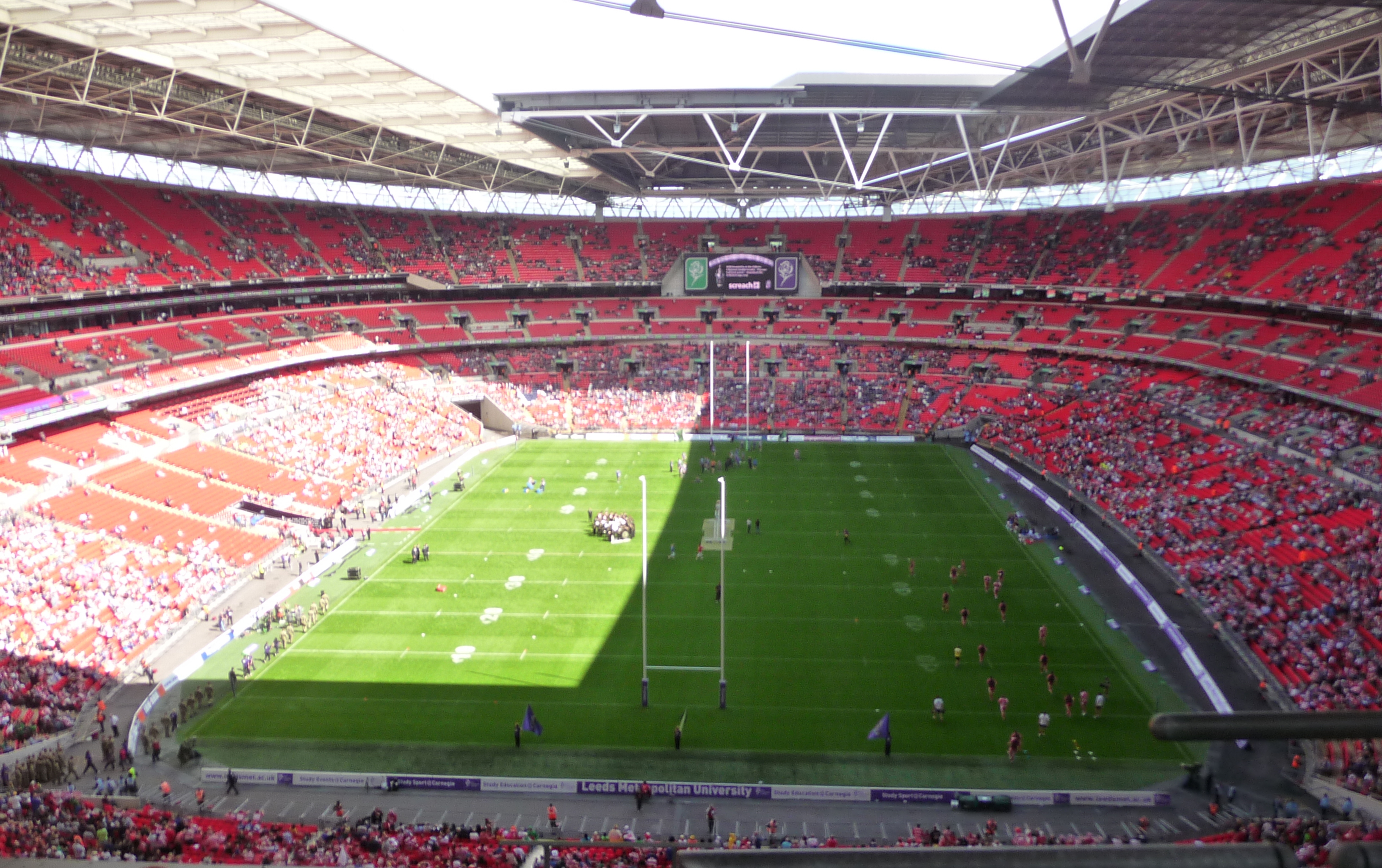
웸블리 스타디움

축구, 크리켓, 럭비, 테니스, 골프, 복싱 등이 모두 영국을 그 기원을 하거나 아니면 영국에서 주로 발전한 스포츠들에 속한다. 영국은 19세기 전세계적인 영향력을 바탕으로 대부분의 현대 스포츠의 규칙들과 기본적인 틀을 잡았으며, 빅토리아 시대 말에 이르자 현재 우리가 즐기는 스포츠들 대부분의 골격을 잡았다. 이같은 공헌 때문에 2012년에는 IOC 위원장이 직접 ‘이 위대하고 스포츠를 사랑하는 국가는 현대 스포츠의 발생지로 이미 잘 알려져 있으며, 이 곳에서 스포츠맨십과 페어플레이의 개념이 명료한 규칙과 룰의 이름으로 정리되었다.
- 2019년 기준 영국의 스포츠 인기 순위[20]

| 순위 | 종목        |
| ---- | ----------- |
| 1위  | 축구        |
| 2위  | 골프        |
| 3위  | 럭비 유니언 |
| 4위  | 크리켓      |
| 5위  | 복싱        |

1860년대 이래로 축구는 영국에서 가장 인기있고 대중적인 스포츠로 자리잡고 있다. 영국은 FIFA로부터 축구의 종주국으로 인정받았으며, 영국의 축구협회는 가장 오래된 축구협회로 1863년에 축구의 기본적인 룰을 정했기도 하다. 또한 영국은 현재의 리그전 방식을 처음으로 도입하기도 한 국가이며 영국 잉글랜드의 프리미어리그는 세계에서 가장 사람들이 많이 시청하는 축구 리그전이기도 하다. 또한 처음으로 열린 축구 국제경기도 1872년 11월 30일에 잉글랜드와 스코틀랜드 사이에서 열렸다고 전해진다. 간혹 같은 영국이라는 이름 하에 속해있는 잉글랜드와 스코틀랜드의 경기를 왜 국제전이라고 하는지 궁금해하는 경우가 있는데, 영국은 연합왕국이기 때문에 서로를 스포츠전에서 같은 국가로 치지 않는다고 한다. 이 때문에 잉글랜드와 스코틀랜드, 웨일스, 북아일랜드는 보통 국제 스포츠 전에서 독립된 팀으로 따로 출전한다.
골프는 영국 스코틀랜드에서 처음으로 발원하였고 세계에서 가장 오래된 골프 코스도 영국에 위치해 있다. 1764년, 18개의 홀을 가지고 있는 골프 코스 방식이 성앤드류 왕립 골프 클럽에서 결정되었다. 또한 세계에서 가장 오래된 주요 골프 토너먼트인 오픈 챔피언십도 매년 7월의 세 번째 금요일을 낀 주말에 치러진다.
럭비 역시 영국 잉글랜드가 종주국으로 영국에서 대중적인 스포츠로 자리잡았으며 특히 2003년 럭비 월드컵에서 영국 잉글랜드가 우승한 이후 실시된 영국에서 가장 인기있는 스포츠 여론조사에서 기존 8위에서 2위까지 부상하였다.
세계에서 처음으로 열린 럭비 국제전은 1871년 3월 27일에 잉글랜드와 스코틀랜드 사이에서 열린 것으로, 이외에도 잉글랜드, 웨일스, 스코틀랜드, 아일랜드, 프랑스, 이탈리아는 따로 6개국 챔피언십을 열어 경기를 열고는 한다. 럭비도 축구와 비슷하게 4개의 왕국들이 따로 출전하며, 다만 매 4년마다 ‘브리티시 앤 아이리시 라이언즈’라는 이름으로 합동 팀을 구성하여 오스트레일리아, 뉴질랜드, 남아프리카와 같은 영연방의 국가들과 친선 경기를 펼치고는 한다.
영국과 인도 등지에서 인기가 있는 대표적인 스포츠인 크리켓도 영국에서 발명되었다. 크리켓의 규칙은 1788년에 영국에서 처음 제정되었던 것이다. 현재 영국은 '잉글랜드 웨일스 크리켓 협회'가 주관하는 잉글랜드 크리켓 팀과 '아일랜드 크리켓 협회'가 주관하는 아일랜드 크리켓 팀만을 공식적인 국가대표 크리켓 팀들로 인정하고 있다. 각각의 팀 멤버들은 잉글랜드와 웨일스 각지에서 함께 뽑기에, 잉글랜드와 웨일스를 확실히 구분짓는 축구와 럭비 등의 스포츠와는 약간 다른 면이 있다. 스코틀랜드의 경우에는 독자적인 협회를 가지고 있지 않기에 보통 규모가 더 큰 잉글랜드 쪽으로 가서 선수 자격을 취득하며, 크리켓 국제대회에 진출한 지도 얼마 되지 않았다. 스코틀랜드, 잉글랜드와 웨일스, 아일랜드(북아일랜드 지역 포함)은 크리켓 월드컵에 함께 진출하며, 2019년 기준으로 잉글랜드가 승리하였다. 또한 그 외에도 17개의 영국권 국가들과 웨일스가 참가하는 리그 챔피언십이 따로 있다.
현대 테니스 또한 기본적으로 1860년대 영국 버밍엄에서 유래되었다. 세계에서 가장 오래된 테니스 토너먼트전인 윔블던 챔피언십도 1877년에 영국에서 처음 열렸으며, 현재는 6월 말과 7월 초 사이에 있는 2주 동안 열린다. 그 외에도 자동차 경주에도 관련이 깊어서, 포뮬라 원 등 여러 저명한 경기에 참가하는 팀과 선수들이 영국에 본적을 두고 있으며 실버스톤에서 처음으로 1950년에 F1 그랜드 프릭스를 열었으며, 현재도 이를 기념하여 매 7월마다 같은 장소에서 영국 그랜드 프릭스를 열고 있다.

### 법정 휴일
| 법정 휴일             | 법정 휴일                                                 |
| 일자                  | 이름                                                      |
| --------------------- | --------------------------------------------------------- |
| 1월 1일               | 설날                                                      |
| 1월 2일               | 설날 (스코틀랜드에 한함)                                  |
| 3월 17일              | 성 파트리치오 축일 (북아일랜드에 한함)                    |
| 부활절 직전 금요일    | 성 금요일                                                 |
| 부활절 다음날(월요일) | 부활절 연휴 (스코틀랜드 제외)                             |
| 5월 첫째 월요일       | May Day                                                   |
| 5월 마지막 주 월요일  | 봄철 연휴 (뱅크 홀리데이)                                 |
| 7월 12일              | Battle of the Boyne - Orangemen's Day (북아일랜드에 한함) |
| 8월 첫째 월요일       | 여름철 연휴 (뱅크 홀리데이, 스코틀랜드 한함)              |
| 8월 마지막 주 월요일  | 여름철 연휴 (뱅크 홀리데이, 스코틀랜드 외)                |
| 11월 30일             | 성 안드레아 축일 (스코틀랜드에 한함)                      |
| 12월 25일             | 크리스마스                                                |
| 12월 26일             | 박싱 데이 (크리스마스 연휴)                               |

## 같이 보기
- 영국의 개요(영어판)

### 내용주
1. ↑  성공회가 주류
2. ↑  영어: United Kingdom of Great Britain and Northern Ireland, 문화어: 대브리텐 및 북아일랜드 련합왕국
3. ↑  한자: 英國, 연합왕국(聯合王國), 문화어: 련합왕국, (영어: United Kingdom 유나이티드 킹덤[*], The UK, U.K.)으로도 해석하며, 브리튼(영어: Britain)이라고도 부른다.
4. ↑  연합국의 구성을 이루는 각 구성국들은 자치권을 보장받았지만 정치학적으로 영국은 미국과 같은 연방 국가가 아니다.

### 참조주
1. ↑  “The Royal Coat of Arms”. 《The Royal Family》. 2016년 1월 15일. 2018년 11월 19일에 확인함.
2. 1 2 3 4  “World Economic Outlook Database, October 2024 Edition. (United Kingdom)”. 《www.imf.org》. 국제 통화 기금. 2024년 10월 22일. 2024년 11월 11일에 확인함.
3. ↑  “Human Development Report 2025” (PDF) (영어). 유엔 개발 계획. 2025년 5월 6일. 2025년 5월 6일에 원본 문서 (PDF)에서 보존된 문서. 2025년 5월 6일에 확인함.
4. ↑  EU Relations with Bermuda 보관됨 2014-03-15 - 웨이백 머신, European Commission
5. ↑  “졸업 후 연봉으로 대학 평가”…英 총리가 '칼' 빼든 이유",
《중앙일보》, 2023.07.23.
6. ↑  McSmith, Andy (2016년 7월 5일). “The inside story of how Tony Blair led Britain to war in Iraq”. 《The Independent》 (영어). 2022년 2월 17일에 확인함.
7. ↑  Jackson, Mike (2011년 4월 3일). “Military action alone will not save Libya”. 《Financial Times》 (London). 2011년 8월 27일에 원본 문서에서 보존된 문서.
8. ↑  “Coronavirus (COVID-19) in the UK”. 《gov.uk》. Government of the United Kingdom. 2020년 4월 14일에 원본 문서에서 보존된 문서. 2020년 4월 15일에 확인함.
9. ↑  “Coronavirus and the impact on output in the UK economy: April 2020”. 《ons.gov.uk》. Government of the United Kingdom. 2020년 8월 2일에 원본 문서에서 보존된 문서. 2020년 8월 2일에 확인함.
10. ↑  Walker, Andrew (2020년 6월 10일). “Coronavirus: UK economy could be among worst hit of leading nations, says OECD”. 《BBC News》. 2020년 8월 18일에 원본 문서에서 보존된 문서. 2020년 8월 2일에 확인함.
11. ↑  “Queen Elizabeth II has died”. 《BBC News》. 2022년 9월 8일. 2022년 9월 8일에 원본 문서에서 보존된 문서. 2022년 9월 8일에 확인함.
12. ↑  “King Charles III, the new monarch”. 《BBC News》. 2022년 9월 8일. 2022년 9월 8일에 확인함.
13. ↑  이는 영국의 국명인 United Kingdom이 복수형이 아닌 단수형인 것에서도 드러난다.
14. ↑  Burrows, N. (1999). “Unfinished Business: The Scotland Act 1998”. 《The Modern Law Review》 62 (2): 241–260 [p. 249]. doi:10.1111/1468-2230.00203. ISSN 0026-7961. The UK Parliament is sovereign and the Scottish Parliament is subordinate. The White Paper had indicated that this was to be the approach taken in the legislation. The Scottish Parliament is not to be seen as a reflection of the settled will of the people of Scotland or of popular sovereignty but as a reflection of its subordination to a higher legal authority. Following the logic of this argument, the power of the Scottish Parliament to legislate can be withdrawn or overridden...
15. ↑  Elliot, M. (2004). “United Kingdom: Parliamentary sovereignty under pressure”. 《International Journal of Constitutional Law》 2 (3): 545–627, 553–554. doi:10.1093/icon/2.3.545. Notwithstanding substantial differences among the schemes, an important common factor is that the U.K. Parliament has not renounced legislative sovereignty in relation to the three nations concerned. For example, the Scottish Parliament is empowered to enact primary legislation on all matters, save those in relation to which competence is explicitly denied ... but this power to legislate on what may be termed "devolved matters" is concurrent with the Westminster Parliament's general power to legislate for Scotland on any matter at all, including devolved matters ... In theory, therefore, Westminster may legislate on Scottish devolved matters whenever it chooses...
16. ↑  "Philby, Charlotte (12 December 2012). "Less religious and more ethnically diverse: Census reveals a picture of Britain today". The Independent (London)."
17. 1 2  “영국의 교육제도”. 《두산백과》. 2015년 5월 9일에 확인함.
18. ↑  런던 ITV 본사 ITN(인디펜덴트 텔레비전 뉴스) 보도 전담 기구의 구성한다.
19. ↑  “Union Jack or Union Flag?”. 《The Flag Institute》 (영국 영어). 2022년 9월 26일에 확인함.
20. ↑  The Most Popular Sports In Europe
21. ↑  MORI Sports Tracker - Interest in Sports Ipsos MORI Retrieved 2 May 2011